# Vittorio Emanuele II di Savoia
Vittorio Emanuele II di Savoia (Vittorio Emanuele Maria Alberto Eugenio Ferdinando Tommaso di Savoia; Torino, 14 marzo 1820 – Roma, 9 gennaio 1878) è stato l'ultimo re di Sardegna (dal 1849 al 1861) e il primo re d'Italia (dal 1861 al 1878).
Dal 1849 al 1861 fu inoltre duca di Savoia, principe di Piemonte e duca di Genova.
È ricordato anche con l'appellativo di Re galantuomo, perché dopo la sua ascesa al trono non ritirò lo Statuto Albertino promulgato da suo padre Carlo Alberto.
Coadiuvato dal presidente del Consiglio Camillo Benso, conte di Cavour, portò a compimento il Risorgimento, culminato nella proclamazione del Regno d'Italia.
Grazie al ruolo svolto per realizzare l'Unità d'Italia, viene indicato come Padre della Patria. Così chiamato, compare nell'iscrizione presente nel Vittoriano, il monumento nazionale che da lui prende il nome che si trova a Roma, in piazza Venezia.

## Biografia

### Infanzia e giovinezza

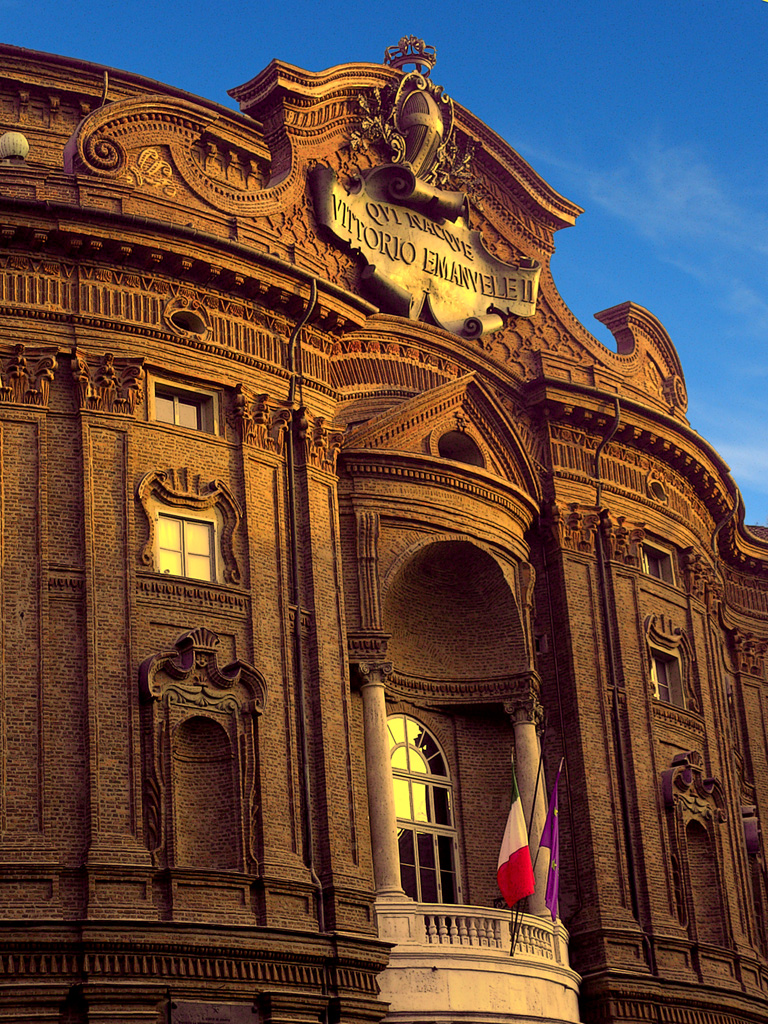
Palazzo Carignano, progettato da Guarino Guarini: una targa sulla sommità della facciata ricorda che vi nacque Vittorio Emanuele II

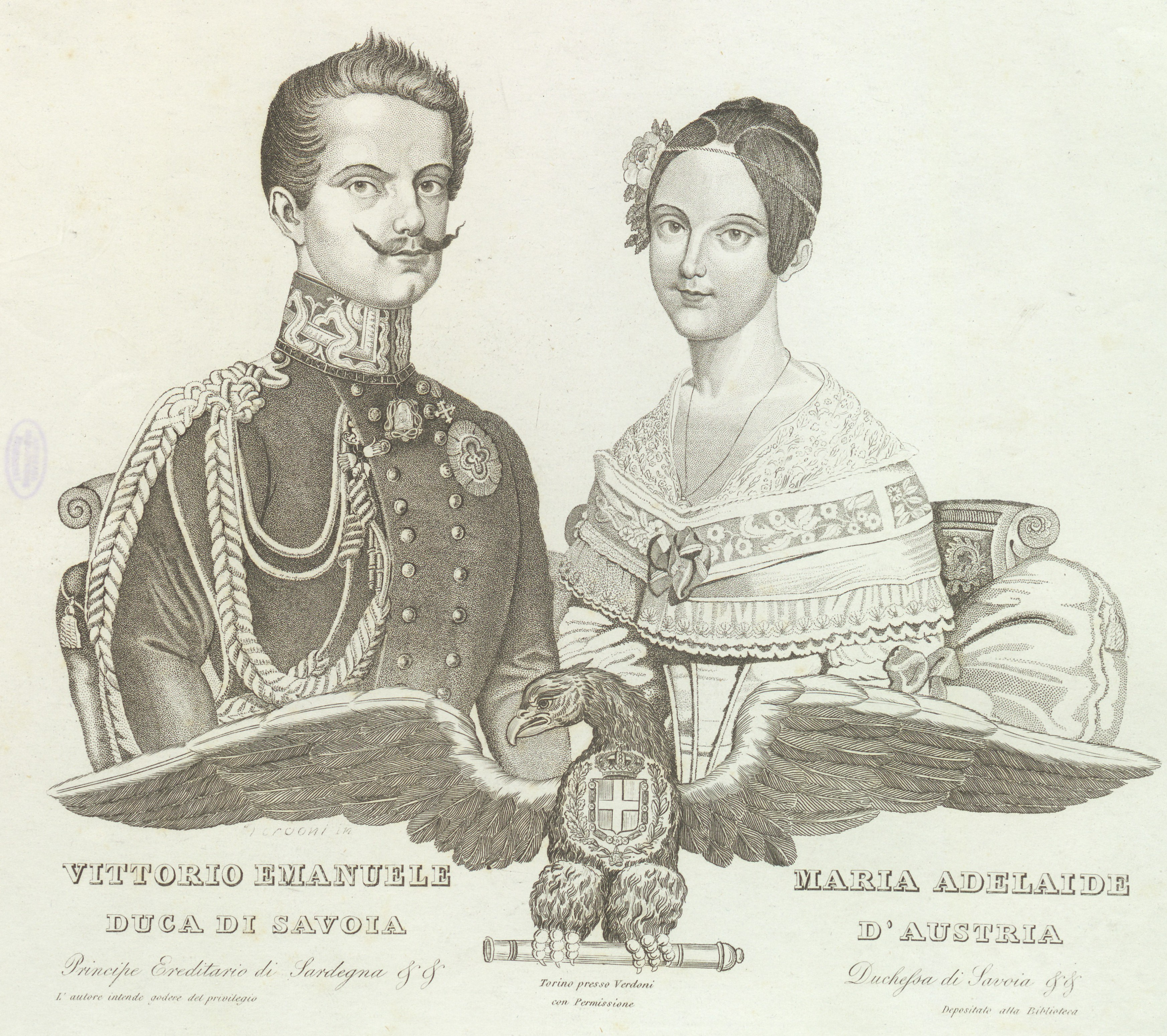
Vittorio Emanuele duca di Savoia e Maria Adelaide d'Austria, 1843

Vittorio Emanuele era il primogenito di Carlo Alberto, Re di Sardegna, e di Maria Teresa di Toscana. Nacque a Torino nel Palazzo dei Principi di Carignano e trascorse i primi anni di vita a Firenze. Il padre Carlo Alberto era uno dei pochi membri maschi di Casa Savoia e apparteneva al ramo cadetto dei Savoia-Carignano. Era il secondo nella linea di successione al trono.
Carlo Alberto, che era di simpatie liberali, fu coinvolto nei moti del 1821, che portarono all'abdicazione di Vittorio Emanuele I. Per questo motivo, il nuovo Re Carlo Felice di Savoia ordinò a Carlo Alberto di recarsi con la sua famiglia a Novara.
Carlo Felice, che non amava Carlo Alberto, gli fece ben presto pervenire un ordine di trasferimento in Toscana, completamente fuori dal Regno. Per questo motivo, Carlo Alberto partì con la famiglia per Firenze, la capitale del Granducato di Toscana, all'epoca retto dal nonno materno di Vittorio Emanuele, il Granduca Ferdinando III di Toscana. A Firenze, Vittorio Emanuele venne affidato al precettore Giuseppe Dabormida, che educò i figli di Carlo Alberto a una disciplina militaresca.
Nel 1822 Vittorio Emanuele sopravvisse a un incendio scoppiato nella casa fiorentina del nonno materno, in cui morì la sua nutrice. Questo evento, insieme alla scarsa somiglianza fisica e caratteriale tra Vittorio Emanuele e i genitori, contribuì alla nascita e alla fortuna della diceria secondo la quale il vero Vittorio Emanuele sarebbe morto bambino durante l'incendio e quindi sostituito con il figlio di un macellaio fiorentino.

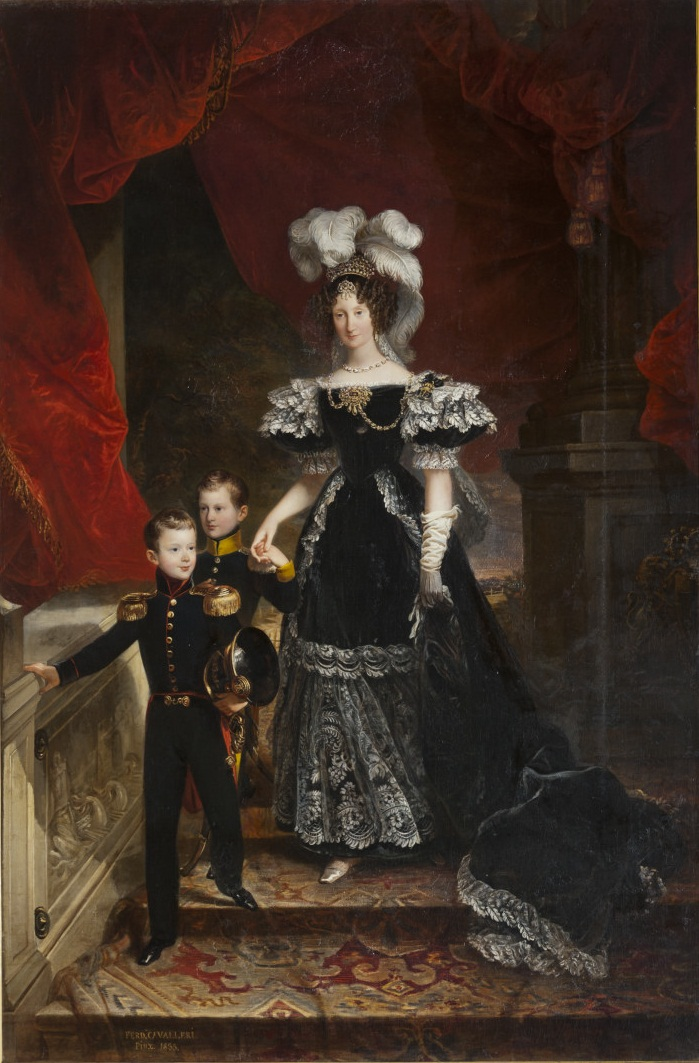
Vittorio Emanuele da bambino con la madre Maria Teresa di Toscana e il fratello Ferdinando

Nel 1831 Carlo Alberto ritornò a Torino per succedere a Carlo Felice di Savoia. Vittorio Emanuele lo seguì a Torino e fu affidato al conte Cesare Saluzzo di Monesiglio, affiancato da uno stuolo di precettori tra cui il generale Ettore De Sonnaz, il teologo Andrea Charvaz, lo storico Lorenzo Isnardi e il giurista Giuseppe Manno. La disciplina pedagogica destinata ai rampolli di Casa Savoia era sempre stata spartana. I precettori, rigidi formalisti scelti in base all'attaccamento al trono e all'altare, gli imponevano orari rigidi sia d'estate sia d'inverno. La giornata tipica era così strutturata: la sveglia era prevista alle 5:30 e la mattinata era scandita da tre ore di studio seguite da un'ora di equitazione. Vi era poi un'ora per la colazione, terminata la quale si dedicava alla scherma e alla ginnastica, a cui seguivano altre tre ore di studio. Al pranzo era dedicata mezz'ora insieme alla visita di etichetta alla madre. La giornata si concludeva con mezz'ora di preghiere.
Gli sforzi dei dotti precettori ebbero, però, scarso effetto sulla refrattarietà agli studi di Vittorio Emanuele che di gran lunga preferiva dedicarsi ai cavalli, alla caccia e alla sciabola, oltre che all'escursionismo in montagna (il 25 agosto 1837 Vittorio Emanuele salì in vetta al Rocciamelone). I risultati erano così scarsi che un giorno — non aveva che dieci anni — il padre lo convocò davanti a un notaio facendogli prendere solenne impegno, con tanto di carta bollata, di praticare maggiormente lo studio. Sembra che le uniche tenerezze le avesse ricevute dalla madre, il padre non ne era capace con nessuno: solo due volte al giorno gli dava la mano da baciare dicendo: C'est bon. Inoltre, per saggiarne la maturità, gli ingiungeva di rispondere per iscritto a quesiti di questo tipo: "Può un Principe prendere parte a contratti di compra-vendita di cavalli?"
Nonostante la promessa, i risultati di Vittorio Emanuele non migliorarono che di poco. Ne sono una prova le lettere autografe che testimoniano incertezze linguistiche. Inoltre, dovette dare studi specifici per imparare a dare i comandi. Le uniche materie nelle quali aveva un certo profitto erano la calligrafia e il regolamento militare.
La maggiore soddisfazione la ebbe quando, a diciotto anni, gli venne concesso il grado di Colonnello e il comando di un Reggimento, grazie al quale poteva finalmente dare sfogo alla sua ambizione di carattere militare e liberarsi del periodo di studi che non aveva mai amato.

### Matrimonio e relazioni extraconiugali

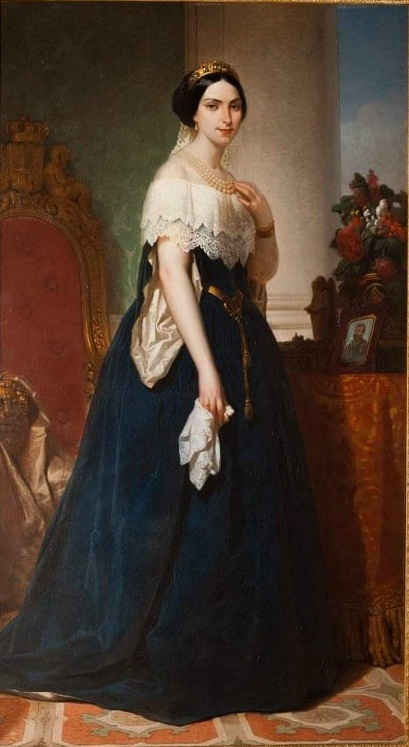
Maria Adelaide d'Austria (1822-1855), regina di Sardegna e moglie di Vittorio Emanuele II

Ottenuto il grado di generale nel 1842, sposò la cugina Maria Adelaide d'Austria. Nonostante l'amore che legava Maria Adelaide a suo marito e il sincero affetto che questi nutriva per lei, Vittorio Emanuele ebbe varie relazioni extraconiugali. Nel 1847, incontrò per la prima volta Rosa Vercellana, detta "la bela Rosin", che sarà la sua compagna per tutta la vita.
Nel 1855 la moglie Maria Adelaide morì. Iniziarono le trattative per un nuovo matrimonio con la principessa Maria Adelaide di Cambridge che, però, non andarono in porto, non solo per via della scarsa reputazione personale che Vittorio Emanuele aveva tra le corti, ma soprattutto per la riluttanza del sovrano, dovuta al suo legame sentimentale con Rosa Vercellana.
Nel 1864 Rosa Vercellana seguì il re a Firenze, stabilendosi nella Villa La Petraia. Nel 1869 il re si ammalò e, temendo di morire, a San Rossore si accordò con Rosa Vercellana per un matrimonio morganatico, cioè "senza attribuzione del titolo di regina". L'incontro si svolse il 18 ottobre 1869, poi il rito a Roma, il 7 ottobre 1877.

### Primi anni di regno

Giuramento di Vittorio Emanuele II prestato a Palazzo Madama, Torino

Carlo Alberto, acclamato come sovrano riformatore, concesso lo Statuto Albertino il 4 marzo 1848 e dichiarata guerra all'Austria, apriva intanto il lungo periodo noto come Risorgimento italiano entrando in Lombardia con truppe piemontesi e volontari italiani. Vittorio Emanuele duca di Savoia era a capo della 7ª Divisione di riserva. Gli esiti della prima guerra di indipendenza furono disastrosi per il prosieguo del conflitto per il Regno di Sardegna che, abbandonato dagli alleati e sconfitto il 25 luglio a Custoza e il 4 agosto a Milano, negoziò un primo armistizio il 9 agosto. Riprese le ostilità il 20 marzo 1849, il 23 marzo, dopo una violenta battaglia nella zona presso la Bicocca, Carlo Alberto inviò il generale Luigi Fecia di Cossato per trattare la resa con l'Austria. Le condizioni furono durissime e prevedevano la presenza di una guarnigione austriaca nelle piazzeforti di Alessandria e di Novara. Carlo Alberto, al cospetto di Wojciech Chrzanowski, Carlo Emanuele La Marmora, Alessandro La Marmora, Raffaele Cadorna, di Vittorio Emanuele e del figlio Ferdinando di Savoia-Genova, firmò la sua abdicazione e, con un falso passaporto, riparò a Nizza, da dove partì per l'esilio in Portogallo.
La notte stessa, poco prima della mezzanotte, Vittorio Emanuele II si recò presso una cascina di Vignale, dove l'attendeva il generale Radetzky, per nuovamente trattare la resa con gli austriaci, ovvero per la sua prima azione da sovrano. Ottenuta un'attenuazione delle condizioni contenute nell'armistizio (il Radetzky non voleva spingere il giovane sovrano nelle braccia dei democratici), Vittorio Emanuele II diede però assicurazione di voler agire con la massima determinazione contro il partito democratico, al quale il padre aveva consentito tanta libertà e che l'aveva condotto verso la guerra contro l'Austria. Sconfessò pienamente l'operato del padre e definì i Ministri un "branco di imbecilli", pur ribadendo al generale Radetzky di disporre ancora di 50 000 uomini da gettare nella mischia, i quali però esistevano solo sulla carta. Tuttavia, Vittorio Emanuele, malgrado le pressioni dell'Austria, si rifiutò di revocare la costituzione (Statuto), unico sovrano in tutta la Penisola a conservarla.

#### Re galantuomo
Dopo la sconfitta di Novara e l'abdicazione di Carlo Alberto, si iniziò a definire Vittorio Emanuele II il re galantuomo, che animato da sentimenti patriottici e per la difesa delle libertà costituzionali si oppose fieramente alle richieste di Radetzky di abolire lo Statuto Albertino.
Il giovane re si dichiarò infatti amico degli austriaci e rimproverando al padre la debolezza di non aver saputo opporsi ai democratici prometteva una dura politica nei loro confronti con l'abolizione dello statuto.
Questa nuova versione della figura del sovrano è emersa con la scoperta e la pubblicazione di documenti diplomatici austriaci sui colloqui tenutisi a Vignale, nei quali il generale Radetzky il 26 marzo scriveva al governo di Vienna:
Questa rappresentazione del re come illiberale sarebbe confermata da quanto scritto in una lettera privata al nunzio apostolico del novembre del 1849 dove il re dichiara di:
Charles Adrien His De Butenval, plenipotenziario francese a Torino scrisse il 16 ottobre 1852 a Parigi che Vittorio Emanuele è un reazionario che si serve dello Statuto per mantenere come sostenitori e alleati di sé e della sua dinastia gli inquieti emigrati italiani e i liberali rifugiatisi a Torino dopo i fatti del 1848-49 dei quali egli si atteggia a protettore perché gli verranno utili per giustificare una futura guerra regia di conquista.
Opposta a questa versione dell'incontro tra il re e il generale Radetzky riportati da Denis Mack Smith vi è quella del generale Thaon di Revel che, un mese dopo il colloquio di Vignale, ebbe modo di incontrarsi con Vittorio Emanuele II a Stupinigi. «Il Re - scrive il generale - venne a parlarmi delle moine adoperate dal Maresciallo nel convegno, per indurlo ad abrogare lo Statuto; rideva accennando all'illusione del vecchio che aveva creduto sedurlo con maniere obbliganti e con ampie promesse, fino al punto di offrirgli quarantamila baionette austriache se avesse avuto bisogno di ricondurre il buon ordine nel suo Stato.»
Una spiegazione del comportamento del re nell'armistizio di Vignale è attribuita a Massimo d'Azeglio il quale avrebbe giudicato un «liberalismo malcerto» quello del sovrano che avrebbe affermato: «Meglio essere re in casa propria, sia pure con le limitazioni costituzionali che essere un protetto di Vienna.»
Una branca della storiografia afferma che Vittorio Emanuele, pur di sentimenti assolutisti, abbia mantenuto le istituzioni liberali per lungimiranza politica, capendone la grande importanza nell'amministrazione dello Stato. La riprova di ciò sta anche nella lunga collaborazione fra il Re e il Presidente del Consiglio Camillo Benso, conte di Cavour, dal quale il re era fortemente distante per quanto riguarda le posizioni politiche, assolutista il primo, liberale il secondo. Per esempio, il saggista Gianni Oliva dice:
(Gianni Oliva, I Savoia: novecento anni di una dinastia, Segrate, Mondadori, 1999)
Peraltro, un'altra recente ricostruzione delle trattative di Vignale sostiene che:
(G. Parlato, Gli italiani che hanno fatto l'Italia, Roma, Rai Eri, 2011)
La sovraccitata lungimiranza politica, che lo portò a contraddire i propri principi, sarebbe quindi l'origine del termine "Re galantuomo".

#### Fine della prima guerra di indipendenza
Gli incontri ufficiali tra Vittorio Emanuele e il feldmaresciallo Josef Radetzky si tennero dalla mattina al pomeriggio del 24 marzo, sempre a Vignale, e l'accordo venne siglato il 26 marzo a Borgomanero. Vittorio Emanuele prometteva di sciogliere i corpi volontari dell'esercito e cedeva agli austriaci la fortezza di Alessandria e il controllo dei territori compresi tra il Po, la Sesia e il Ticino, oltre a rifondere i danni di guerra con l'astronomica cifra di 75 milioni di franchi francesi. Questi gli accordi dell'armistizio che, in ossequio all'articolo 5 dello Statuto Albertino, dovevano essere ratificati dalla Camera, al fine di poter siglare l'Atto di Pace.

#### Moti di Genova
All'indomani dell'armistizio di Vignale, nella città di Genova si verificò una sollevazione popolare, forse anche spinta da antichi umori repubblicani e indipendentisti, riuscendo a cacciare dalla città l'intera guarnigione regia. Alcuni soldati furono linciati dai rivoltosi.
Vittorio Emanuele II, in accordo col governo, inviò subito un corpo di bersaglieri, appoggiati da numerosi pezzi d'artiglieria e guidati dal generale Alfonso La Marmora; in pochi giorni la rivolta fu sedata. Il pesante bombardamento e le successive azioni di saccheggio e stupro perpetrate da militari portarono alla sottomissione del capoluogo ligure, al prezzo di 500 morti tra la popolazione.
Compiaciuto per la repressione operata, Vittorio Emanuele scrisse -in francese- una lettera d'elogio al La Marmora nell'aprile 1849, definendo i rivoltosi "vile e infetta razza di canaglie" e invitandolo, comunque, a garantire una maggiore disciplina da parte dei soldati ("cercate se potete di far sì che i soldati non si lascino andare a eccessi sugli abitanti, e fate dar loro, se necessario, un'alta paga e molta disciplina").

#### Proclama di Moncalieri
Il 29 marzo 1849 il nuovo Re si presentò davanti al Parlamento per pronunciare il giuramento di fedeltà e il giorno successivo lo sciolse, indicendo nuove elezioni.
I 30 000 elettori che si recarono alle urne il 15 luglio espressero un parlamento troppo "democratico" che si rifiutò di approvare la pace che il Re aveva già firmato con l'Austria. Vittorio Emanuele, dopo aver promulgato il proclama di Moncalieri, con cui si invitava il popolo a scegliere rappresentanti consci della tragica ora dello Stato, sciolse nuovamente il Parlamento, per fare in modo che i nuovi eletti fossero di idee pragmatiche. Il nuovo Parlamento risultò composto per due terzi da moderati favorevoli al governo di Massimo d'Azeglio. Il 9 gennaio 1850 il trattato di pace con l'Austria venne, infine, ratificato.

#### Arrivo di Cavour

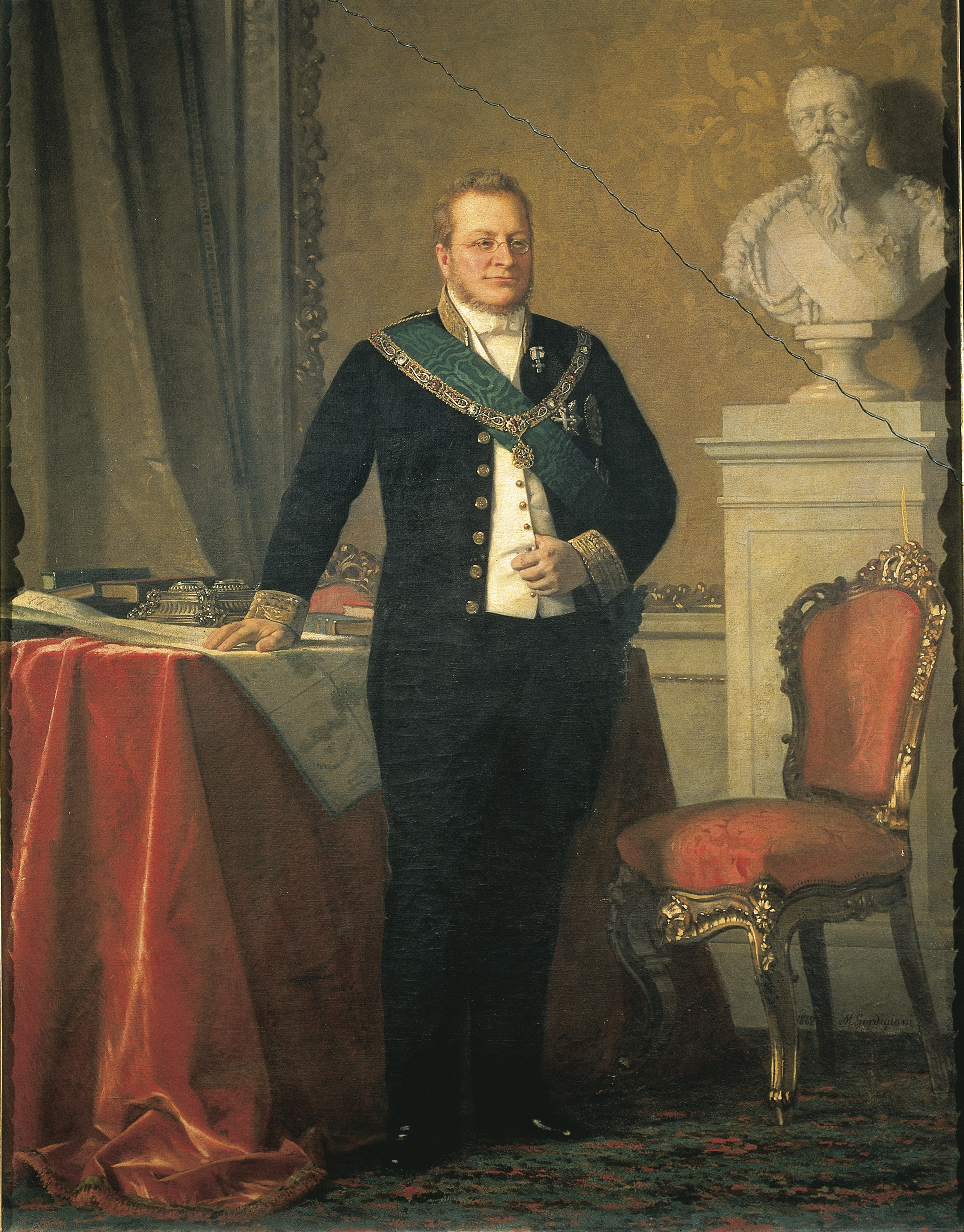
Camillo Benso, conte di Cavour, presidente del Consiglio

Già candidatosi al Parlamento nell'aprile 1848, Cavour vi entrò in giugno dello stesso anno, mantenendo una linea politica indipendente, cosa che non lo escluse da critiche, ma che lo mantenne in una situazione di anonimato fino alla proclamazione delle leggi Siccardi, che prevedevano l'abolizione di alcuni privilegi relativi alla Chiesa, già abrogati in molti Stati europei.
Vittorio Emanuele fu sottoposto a pesantissime pressioni da parte delle gerarchie ecclesiastiche, affinché non promulgasse quelle leggi; queste si spinsero a mobilitare anche l'arcivescovo Charvaz che, essendo stato precettore del Re, godeva di una certa influenza sul suo ex-pupillo, e arrivarono addirittura a insinuare che le disgrazie che avevano colpito la famiglia del Re (la morte della madre e la malattia della moglie) fossero il frutto di una punizione divina per la sua mancata opposizione a leggi considerate "sacrileghe". Il Re, che, pur non essendo bigotto come il padre, era molto superstizioso, dapprincipio promise che si sarebbe opposto alle leggi, scrivendo addirittura una lettera, assai sgrammaticata, al Papa nella quale rinnovava la sua devozione di cattolico e si ribadiva fiero oppositore di tali provvedimenti. Tuttavia quando il Parlamento approvò le leggi si disse dispiaciuto, ma che lo Statuto non gli consentiva di opporvisi; dimostrazione che, pur essendo allergico ai principi democratici, quando era necessario per cavarsi dagli impicci diventava uno scrupoloso osservante della Costituzione.
L'attiva partecipazione del Cavour alla discussione sulle leggi ne valse l'interesse pubblico, e alla morte di Pietro De Rossi di Santarosa, egli divenne nuovo ministro dell'Agricoltura, cui si aggiunse la carica, dal 1851, di ministro delle Finanze del governo d'Azeglio.
Promotore del cosiddetto connubio, Cavour divenne il 4 novembre 1852 Presidente del Consiglio del Regno, nonostante l'avversione che Vittorio Emanuele II nutriva nei suoi confronti. Malgrado l'indiscusso connubio politico, fra i due mai corse grande simpatia, anzi Vittorio Emanuele più volte ne limitò le azioni, arrivando persino a mandargli in fumo svariati progetti politici, alcuni dei quali anche di notevole portata. Probabilmente egli si ricordava di quando un ancor giovane Cavour era stato segnalato come infido e capace di tradire a seguito delle sue esternazioni repubblicane e rivoluzionarie durante il servizio militare.
Secondo Chiala, quando La Marmora propose a Vittorio Emanuele la nomina di Cavour a Presidente del Consiglio, il Re avrebbe risposto in piemontese: Ch'a guarda, general, che col lì a j butrà tuti con le congie ant l'aria ("Guardi Generale, che quello lì butterà tutti con le gambe all'aria"). Secondo Ferdinando Martini, che lo seppe da Minghetti, la risposta del Sovrano sarebbe stata ancora più colorita: E va bin, coma ch'a veulo lor. Ma ch'a stago sicur che col lì an pòch temp an lo fica ant ël prònio a tuti! ("E va bene, come vogliono loro. Ma stiamo sicuri che quello lì in poco tempo lo mette nel culo a tutti!"). Una versione che somiglia di più al personaggio e al suo vocabolario, ma che denota anche un certo fiuto degli uomini.

### Unità d'Italia

#### Guerra in Crimea

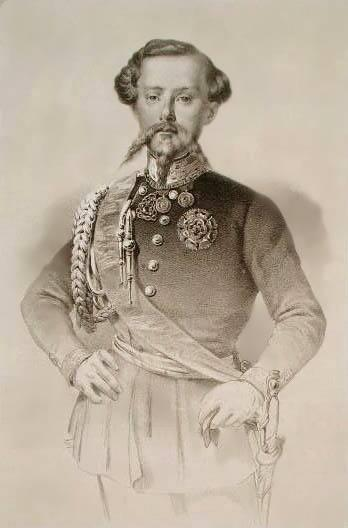
Vittorio Emanuele II in un ritratto di F. Perrini del 1851

Deciso a manifestare il problema dell'Italia agli occhi dell'Europa, Cavour vide nella guerra russo-turca scoppiata nel giugno 1853 un'irripetibile opportunità: contro Nicola I di Russia, che aveva occupato la Valacchia e la Moldavia, allora terre turche ottomane, si mossero il Regno Unito e la Francia, in cui Cavour sperava di trovare degli alleati.

Vittorio Emanuele II sembrava favorevole a un conflitto, e così s'espresse all'ambasciatore francese: 
Ottenuta l'approvazione di Vittorio Emanuele, Cavour cominciò le trattative con i paesi belligeranti, che andarono per le lunghe per i contrasti tra i ministri. Infine, il 7 gennaio 1855, i governi francese e inglese imposero un ultimatum al Piemonte: entro due giorni approvare o no l'entrata in guerra. Vittorio Emanuele, letto il messaggio, meditò di approvare il piano che aveva da tempo: sciogliere nuovamente il Parlamento e imporre un governo favorevole alla guerra. Non ne ebbe il tempo: Cavour convocò la notte stessa il Consiglio dei ministri e, alle nove di mattina dell'8 gennaio, dopo una nottata che comportò la dimissione del Dabormida, con soddisfazione poté affermare la partecipazione della Sardegna alla guerra di Crimea.
Fu Alfonso La Marmora a capitanare la spedizione che, da Genova, salpò verso l'Oriente: i piemontesi inviarono un contingente di 15 000 uomini. Costretto a rimanere relegato nelle retrovie sotto il comando britannico, La Marmora riuscì a far valere le sue ragioni capitanando egli stesso le truppe nella battaglia della Cernaia, che risultò un trionfo. L'eco della vittoria riabilitò l'esercito sardo, fornendo a Vittorio Emanuele II l'opportunità di un viaggio a Londra e a Parigi per sensibilizzare i regnanti locali alla questione piemontese. In particolare, premeva al Re di parlare con Napoleone III, che sembrava avere maggiori interessi rispetto ai britannici sulla Penisola.
Nell'ottobre 1855 cominciarono a circolare voci di pace, che la Russia sottoscrisse a Parigi (Congresso di Parigi). Il Piemonte, che aveva posto come condizione della sua partecipazione alla guerra una seduta straordinaria per trattare i temi dell'Italia, per voce di Cavour condannò il governo assolutistico di Ferdinando II di Napoli, prevedendo gravi disordini se nessuno avesse risolto un problema ormai diffuso in quasi tutta la Penisola: l'oppressione sotto un governo straniero.
Ciò non piacque al governo austriaco, che si sentiva chiamato in causa, e Karl Buol, ministro degli Esteri per Francesco Giuseppe d'Austria, s'espresse in questi termini:
In ogni caso, la partecipazione della Sardegna ai trattati di Parigi suscitò ovunque grande gioia. Screzi avvennero tra Torino e Vienna in seguito ad articoli propagandistici anti-sabaudi e anti-asburgici, mentre tra Buol e Cavour si chiedevano scuse ufficiali: alla fine, il 16 marzo, Buol ordinò ai suoi diplomatici di lasciare la capitale sarda, cosa che anche Cavour replicò il 23 marzo stesso. I rapporti diplomatici erano ormai rotti.

#### Accordi segreti
In un clima internazionale così teso, l'italiano Felice Orsini attentò alla vita di Napoleone III facendo esplodere tre bombe contro la carrozza imperiale, che rimase illesa, provocando otto morti e centinaia di feriti. Nonostante le aspettative dell'Austria, che sperava nell'avvicinamento di Napoleone III alla sua politica reazionaria, l'Imperatore francese venne convinto abilmente da Cavour che la situazione italiana era giunta a un punto critico e necessitava di un intervento sabaudo.
Fu così che si gettarono le basi per un'alleanza sardo-francese, nonostante le avversità di alcuni ministri di Parigi, specialmente di Alessandro Walewski. Grazie anche all'intercessione di Virginia Oldoini, contessa di Castiglione e di Costantino Nigra, entrambi istruiti adeguatamente da Cavour, i rapporti tra Napoleone e Vittorio Emanuele divennero sempre più prossimi.
Nel luglio del 1858, con il pretesto di una vacanza in Svizzera, Cavour si diresse a Plombières, in Francia, dove incontrò segretamente Napoleone III. Gli accordi verbali che ne seguirono e la loro ufficializzazione nell'alleanza sardo-francese del gennaio 1859, prevedevano la cessione alla Francia della Savoia e di Nizza in cambio dell'aiuto militare francese, cosa che sarebbe avvenuta solo in caso di attacco austriaco. Napoleone concedeva la creazione di un Regno dell'Alta Italia, mentre voleva sotto la sua influenza l'Italia centrale e meridionale. A Plombières Cavour e Napoleone decisero anche il matrimonio tra il cugino di quest'ultimo, Napoleone Giuseppe Carlo Paolo Bonaparte e Maria Clotilde di Savoia, figlia di Vittorio Emanuele.

#### Un "grido di dolore"
La notizia dell'incontro di Plombières trapelò nonostante tutte le precauzioni. Napoleone III non contribuì a mantenere il segreto delle sue intenzioni, se esordì con questa frase all'ambasciatore austriaco:
Dieci giorni dopo, il 10 gennaio 1859, Vittorio Emanuele II si rivolse al parlamento sardo con la celebre frase del «grido di dolore», il cui testo originale è conservato nel castello di Sommariva Perno.
(Vittorio Emanuele II, 10 gennaio 1859)
In Piemonte, immediatamente, accorsero i volontari, convinti che la guerra fosse imminente, e il Re cominciò ad ammassare le truppe sul confine lombardo, presso il Ticino. Ai primi di maggio 1859, Torino poteva disporre sotto le armi di 63 000 uomini. Vittorio Emanuele prese il comando dell'esercito e lasciò il controllo della cittadella di Torino al cugino Eugenio di Savoia-Carignano. Preoccupata dal riarmo sabaudo, l'Austria pose un ultimatum a Vittorio Emanuele II, su richiesta anche dei governi di Londra e Pietroburgo, che venne immediatamente respinto. Così giudicò, sembra, Massimo d'Azeglio, la notizia dell'ultimatum asburgico:
Era la guerra. Francesco Giuseppe ordinò di varcare il Ticino e di puntare sulla capitale piemontese, prima che i francesi potessero accorrere in soccorso.

#### Italia e Vittorio Emanuele
(Torino, 29 Aprile 1859 - Proclama di S.M. il Re, seconda guerra d'indipendenza)

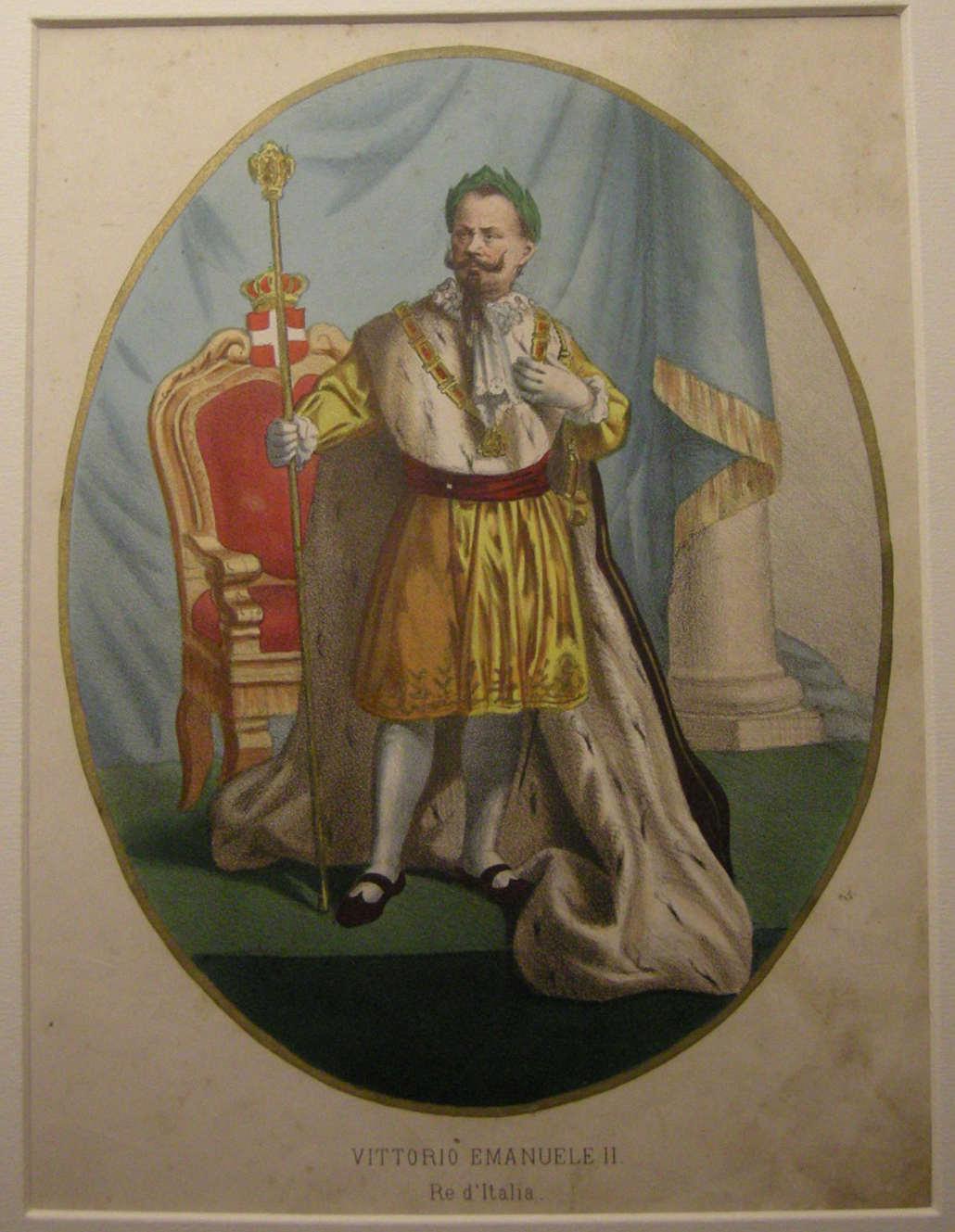
Litografia del re con le vesti cerimoniali durante la sua incoronazione

Ritiratisi gli austriaci da Chivasso, i franco-piemontesi sbaragliarono il corpo d'armata nemico presso Palestro e Magenta, arrivando a Milano l'8 giugno 1859.
I Cacciatori delle Alpi, capitanati da Giuseppe Garibaldi, rapidamente occuparono Como, Bergamo, Varese e Brescia: soltanto 3 500 uomini, male armati, che ormai stavano marciando verso il Trentino. Ormai le forze asburgiche si ritiravano da tutta la Lombardia.
Decisiva la battaglia di Solferino e San Martino: sembra che, poco prima dello scontro presso San Martino, Vittorio Emanuele II così abbia parlato alle truppe, in piemontese:
.

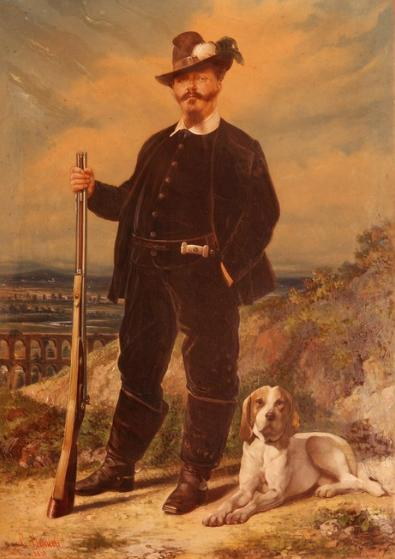
Vittorio Emanuele II, in abito da caccia, nel Palazzo Nazionale di Ajuda, Lisbona

Moti insurrezionali scoppiarono allora un po' ovunque in Italia: Massa, Carrara, Modena, Reggio Emilia, Parma, Piacenza. Leopoldo II di Toscana, impaurito dalla piega che avevano preso gli avvenimenti, decise di fuggire verso il Nord Italia, nel campo dell'imperatore Francesco Giuseppe. Napoleone III, osservando una situazione che non seguiva i piani di Plombières e cominciando a dubitare che il suo alleato volesse fermarsi alla conquista dell'Alta Italia, dal 5 luglio cominciò a stipulare l'armistizio con l'Austria, che Vittorio Emanuele II dovette sottoscrivere, mentre i plebisciti in Emilia, Romagna e Toscana confermavano l'annessione al Piemonte: il 1º ottobre papa Pio IX ruppe i rapporti diplomatici con Vittorio Emanuele.
L'edificio che si era venuto a creare si trovò in difficoltà in occasione della pace di Zurigo firmata dal Regno di Sardegna solo il 10/11 novembre 1859, che, invece rimaneva fedele all'opposto principio del ritorno dei sovrani spodestati e alla costruzione di una federazione, con a capo il Papa, e che avrebbe compreso anche il Veneto austriaco, con tanto di esercito federale.
Ciò nonostante di lì a pochi mesi si venivano a creare le opportunità per l'unificazione intera della Penisola. Alla volontà di Garibaldi di partire con dei volontari alla volta della Sicilia, il governo pareva molto scettico, per non dire ostile. C'erano, è vero, apparenti segni di amicizia tra Vittorio Emanuele II e Garibaldi, che sembravano stimarsi a vicenda, ma Cavour, in primo luogo, considerava la spedizione siciliana un'azione avventata e dannosa per la stessa sopravvivenza dello Stato sardo.
Sembra che Garibaldi abbia più volte ribadito, per far acconsentire alla spedizione, che:
Nonostante l'appoggio del Re, ebbe la meglio Cavour, che privò in questo modo la campagna garibaldina dei mezzi necessari. Che il Re avesse, infine, approvato la spedizione, non si può sapere. Certo è che Garibaldi trovò a Talamone, quindi ancora nel Regno di Sardegna, i rifornimenti di cartucce. Dura fu la protesta diplomatica: Cavour e il Re dovettero assicurare all'ambasciatore prussiano di non essere al corrente delle idee di Garibaldi.

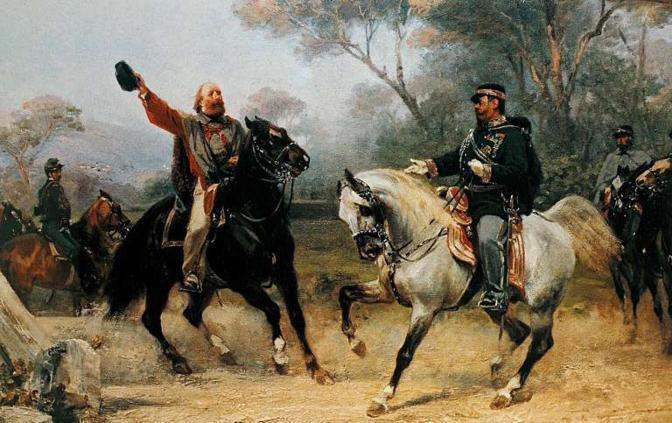
Vittorio Emanuele incontra Garibaldi presso Teano

Giunto in Sicilia, Garibaldi assicurava l'isola, dopo aver sconfitto il malridotto esercito borbonico, a «Vittorio Emanuele Re d'Italia». Già in quelle parole si prefigurava il disegno del Nizzardo, che non si sarebbe certo fermato al solo Regno delle Due Sicilie, ma avrebbe marciato su Roma. Tale prospettiva cozzava contro i progetti piemontesi, che adesso vedevano incombere il pericolo repubblicano e rivoluzionario e, soprattutto, temevano l'intervento di Napoleone III nel Lazio. Vittorio Emanuele, alla testa delle truppe piemontesi, invase lo Stato Pontificio, sconfiggendone l'esercito nella battaglia di Castelfidardo. Napoleone III non poteva tollerare l'invasione delle terre papali, e più volte aveva cercato di dissuadere Vittorio Emanuele II dall'invasione delle Marche, comunicandogli, il 9 settembre, che:
L'incontro con Garibaldi, passato alla storia come incontro di Teano, avvenne il 26 ottobre 1860: veniva riconosciuta la sovranità di Vittorio Emanuele II su tutti i territori dell'ex Regno delle Due Sicilie. Ciò portò all'estromissione della concezione di Italia repubblicana di Giuseppe Mazzini e condurrà alla formazione di nuclei antimonarchici di stampo repubblicano, internazionalista e anarchico che si opporranno alla corona fino alla fine della sovranità sabauda.

#### Proclamazione a Re d'Italia
"Viva Verdi": questo era stato il motto delle insurrezioni anti-austriache nel Nord Italia quando i patrioti non intendevano tanto esaltare la figura del grande musicista, che pure aveva introdotto significati patriottici nelle sue opere, quanto propagandare il progetto unitario nazionale nella persona di Vittorio Emanuele II (Viva V.E.R.D.I. = Viva Vittorio Emanuele Re D'Italia).
Con l'entrata di Vittorio Emanuele a Napoli, la proclamazione del Regno d'Italia divenne imminente, appena Francesco II avesse capitolato con la fortezza di Gaeta.
Rinnovato il parlamento, con Cavour primo ministro, la sua prima seduta, comprendente deputati di tutte le regioni annesse (tramite plebiscito), avvenne il 18 febbraio 1861.
Il 17 marzo il parlamento proclamò la nascita del Regno d'Italia, proponendo questa formula al Parlamento italiano:
La formula venne però aspramente contestata dalla sinistra parlamentare, che avrebbe preferito vincolare il titolo regio alla sola volontà popolare. Infatti, il deputato Angelo Brofferio propose di cambiare il testo dell'articolo in:
rimuovendo "la Provvidenza divina", espressione ispirata dalla formula dello Statuto Albertino (1848) che recitava Per Grazia di Dio e Volontà della Nazione, legittimando in tal modo il diritto divino dei re della dinastia sabauda.
Così si esprimeva per la Sinistra Francesco Crispi nel dibattito parlamentare:
Quei re ripetevano il proprio diritto da Dio e dalla loro spada. Con questa duplice forza si allearono la Chiesa e l'impero. L'impero metteva a disposizione della Chiesa la spada, a condizione che la Chiesa ne legittimasse le inique conquiste colla parola divina.
Fortunatamente quei tempi non sono più; laddove durassero, nella nostra Penisola non ci sarebbe un regno d'Italia, ma avremo sette principi in sette Stati governati col carnefice e benedetti dal pontefice romano.»

La proposta della Sinistra non venne accolta e fu approvato il seguente 

#### Numerale invariato

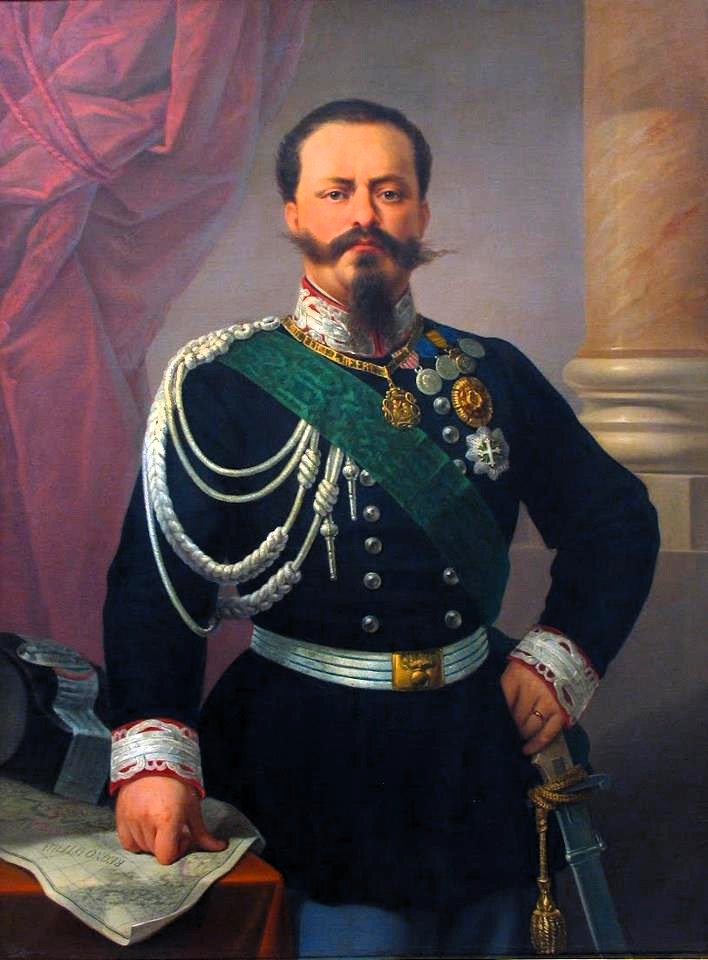
Vittorio Emanuele II re d'Italia

Dopo la proclamazione del regno non venne cambiato il numerale "II" in favore del titolo "Vittorio Emanuele I d'Italia", similmente a Ivan IV di Moscovia, che non cambiò numerale una volta proclamatosi Zar di tutte le Russie, e ai monarchi britannici, che mantennero il numerale del Regno d'Inghilterra (Guglielmo IV, Edoardo VII e Carlo III), riconoscendo così di fatto la continuità istituzionale del regno. Diversamente invece aveva fatto Ferdinando IV di Napoli e III di Sicilia che decise di intitolarsi Ferdinando I dopo la cancellazione del Regno di Sicilia e del Regno di Napoli come entità statuali autonome e l'istituzione del Regno delle Due Sicilie. Il mantenimento del numerale è rimarcato da alcuni storici, e alcuni di questi osservano che questa decisione, a loro giudizio, sottolineerebbe il carattere di estensione del dominio della Casa Savoia sul resto dell'Italia, piuttosto che la nascita ex novo del Regno d'Italia. A tale riguardo lo storico Antonio Desideri commenta:
Altri storici osservano che il mantenimento della numerazione era conforme alla tradizione della dinastia sabauda, come accadde ad esempio con Vittorio Amedeo II che continuò a chiamarsi così anche dopo aver ottenuto il titolo regio (prima di Sicilia e poi di Sardegna).

### Roma capitale e ultimi anni
All'unità d'Italia mancavano ancora importanti territori: il Veneto, il Trentino, il Friuli, il Lazio, l'Istria e Trieste. La capitale "naturale" del neonato regno avrebbe dovuto essere Roma, ma ciò era impedito dall'opposizione di Napoleone III che non aveva alcuna intenzione di rinunciare al suo ruolo di protettore del papa. Per dimostrare che Vittorio Emanuele II rinunciava a Roma, e quindi per attenuare la situazione di tensione con l'imperatore francese, si decise di spostare la capitale a Firenze, città vicina al centro geografico della penisola italiana. Tra il 21 e il 22 settembre 1864 scoppiarono sanguinosi tumulti per le vie di Torino, che ebbero come risultato una trentina di morti e oltre duecento feriti. Vittorio Emanuele avrebbe voluto preparare la cittadinanza alla notizia, al fine di evitare scontri, ma la notizia in qualche modo era trapelata. Il malcontento era generale, e così descrisse la situazione Olindo Guerrini:
In seguito a nuovi fatti di cronaca, che comportarono il ferimento di alcuni delegati stranieri e violente sassaiole, Vittorio Emanuele II mise la città davanti al fatto compiuto facendo pubblicare sulla Gazzetta del 3 febbraio 1865 questo annuncio:
Vittorio Emanuele riceveva così gli onori dei fiorentini, mentre oltre 30 000 funzionari di corte si trasferirono in città. La popolazione, abituata al modesto numero dei ministri granducali, si trovò spiazzata di fronte all'amministrazione del nuovo regno, che intanto aveva siglato l'alleanza con la Prussia contro l'Austria.
Il 21 giugno 1866 Vittorio Emanuele lasciava Palazzo Pitti diretto al fronte, per conquistare il Veneto. Sconfitto a Lissa e a Custoza, il Regno d'Italia ottenne comunque Venezia in seguito ai trattati di pace succeduti alla vittoria prussiana.
Roma rimaneva l'ultimo territorio (con l'eccezione di Venezia Giulia e Trentino-Alto Adige) ancora non inglobato dal nuovo regno: Napoleone III manteneva l'impegno di difendere lo Stato Pontificio e le sue truppe erano stanziate nei territori pontifici. Vittorio Emanuele stesso non voleva prendere una decisione ufficiale: attaccare o no. Urbano Rattazzi, che era divenuto primo ministro, sperava in una sollevazione degli stessi romani, cosa che non avvenne. La sconfitta riportata nella battaglia di Mentana aveva gettato poi numerosi dubbi sull'effettiva riuscita dell'impresa, che poté avvenire solo con la caduta, nel 1870, di Napoleone III.
L'8 settembre fallì l'ultimo tentativo di ottenere Roma con mezzi pacifici, e il 20 settembre il generale Cadorna aprì una breccia nelle mura romane. Vittorio Emanuele ebbe a dire:
Quando gli eccitati ministri Lanza e Sella gli presentarono il risultato del plebiscito di Roma e Lazio, il Re rispose a Sella in piemontese:
"Ch'a staga ciuto; am resta nen àut che tireme 'n colp ëd revòlver; për lòn ch'am resta da vive a-i sarà nen da pijé." (Stia zitto; non mi resta altro che tirarmi un colpo di pistola; per il resto della mia vita non ci sarà niente più da prendere.)
Inoltre il 15 ottobre 1872 istituì il Corpo degli Alpini.

#### Questione romana
Con Roma capitale si chiudeva la pagina del Risorgimento, anche se ancora mancavano a completamento dell'unità nazionale le cosiddette "terre irredente". Tra i vari problemi che il nuovo Stato dovette affrontare, dall'analfabetismo al brigantaggio, dall'industrializzazione al diritto di voto, vi fu oltre la nascita della famosa questione meridionale, anche la "questione romana". Nonostante fossero stati riconosciuti al Pontefice speciali immunità, gli onori di Capo di Stato, una rendita annua e il controllo sul Vaticano e su Castel Gandolfo, Pio IX rifiutava di riconoscere lo Stato italiano per via dell'annessione di Roma al Regno d'Italia avvenuta con la breccia di Porta Pia e ribadiva, con la disposizione del Non expedit (1868), l'inopportunità per i cattolici italiani di partecipare alle elezioni politiche dello Stato italiano e, per estensione, alla vita politica.
Inoltre il Pontefice inflisse la scomunica a Casa Savoia, vale a dire sia a Vittorio Emanuele II sia ai suoi successori, e insieme con loro a chiunque collaborasse al governo dello Stato; questa scomunica venne ritirata solo in punto di morte del Sovrano. Comunque Vittorio Emanuele, quando gli si accennava alla vicenda di Roma, mostrava sempre un malcelato fastidio tanto che, quando gli proposero di fare un ingresso trionfale a Roma e salire sul Campidoglio con l'elmo di Scipio rispose che per lui quell'elmo era: "Buono solo per cuocerci la pastasciutta!" Infatti, se il padre era stato estremamente religioso, Vittorio Emanuele era uno scettico ma molto superstizioso che subiva molto l'influenza del clero e l'ascendente del Pontefice.

#### Morte

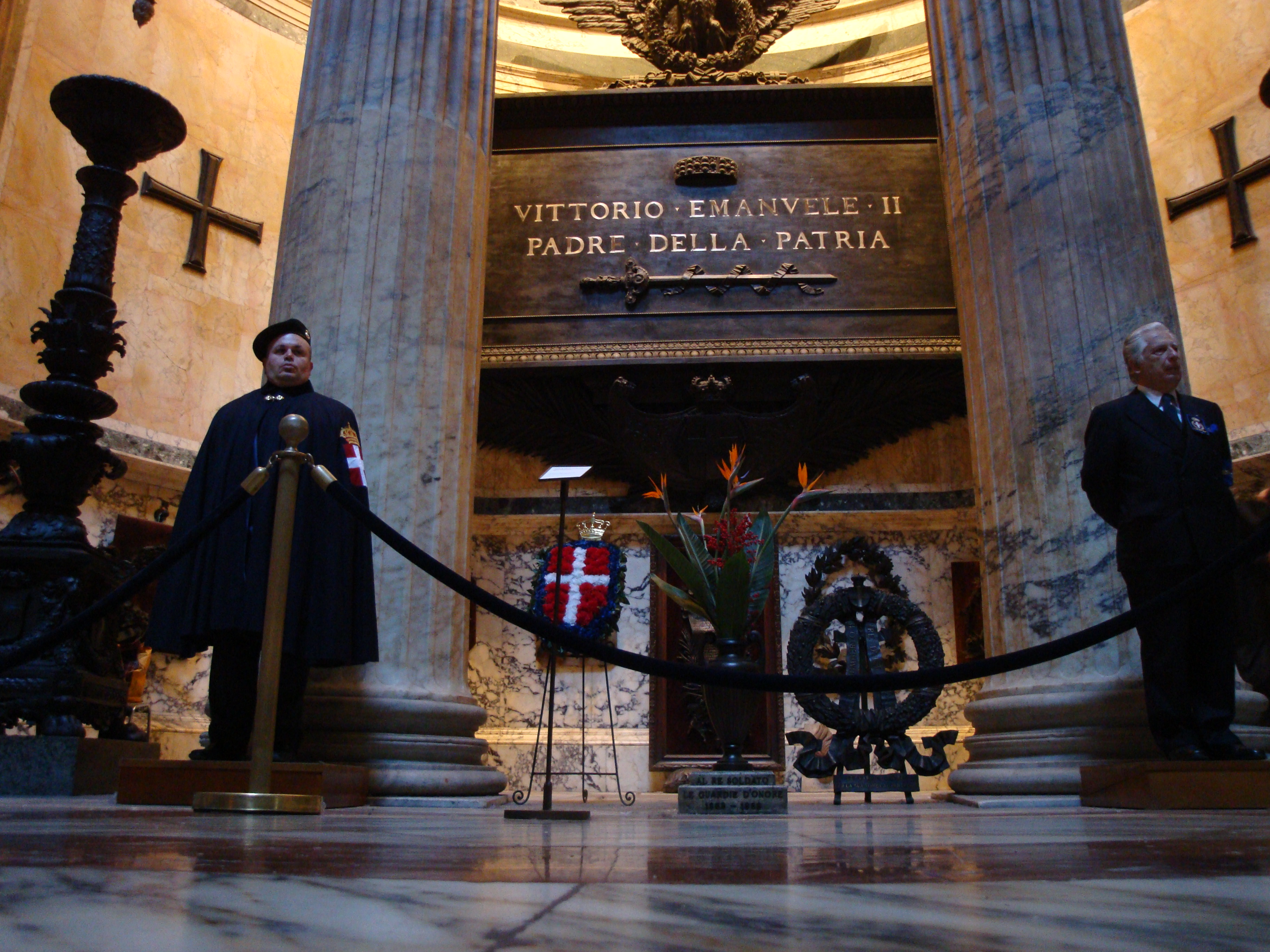
La tomba di Vittorio Emanuele II - Padre della Patria nel Pantheon a Roma

A fine dicembre dell'anno 1877 Vittorio Emanuele II, amante della caccia ma delicato di polmoni, passò una notte all'addiaccio presso il lago nella sua tenuta di caccia laziale; l'umidità di quell'ambiente gli risultò fatale. Secondo altri storici le febbri che portarono alla morte Vittorio Emanuele erano invece febbri malariche, contratte proprio andando a caccia nelle zone paludose del Lazio.
La sera del 5 gennaio 1878, dopo aver inviato un telegramma alla famiglia di Alfonso La Marmora, da poco scomparso, Vittorio Emanuele II avvertì forti brividi di febbre. Almeno inizialmente i medici non mostrarono molta preoccupazione: il Re non aveva neanche cinquantotto anni ed era sempre stato di fibra robusta, cosa che faceva ben sperare in un recupero del paziente. Tuttavia le condizioni del Sovrano subirono un improvviso aggravamento, tanto che il 7 gennaio venne divulgata la notizia delle gravi condizioni del Re. Papa Pio IX, quando seppe della ormai imminente scomparsa del sovrano, volle inviare al Quirinale monsignor Marinelli, incaricato forse di riceverne una ritrattazione e di accordare al Re morente i sacramenti, ma il prelato non fu ricevuto. Il Re ricevette gli ultimi sacramenti dalle mani del suo cappellano, monsignor d'Anzino, che si era rifiutato di introdurre Marinelli al suo capezzale, poiché si temeva che dietro l'azione di Pio IX si nascondessero degli scopi segreti.
Quando il medico gli chiese se voleva vedere il confessore, il Re ebbe un iniziale trasalimento, per poi dire «Ho capito» e autorizzare l'ingresso del cappellano, il quale rimase con Vittorio Emanuele II una ventina di minuti e andò alla parrocchia di San Vincenzo per prendere il viatico. Il parroco disse di non essere autorizzato a darglielo e per rimuovere la sua resistenza fu necessario l'intervento del vicario. Vittorio Emanuele II non perse mai conoscenza e rimase conscio fino all'ultimo, volendo morire da re: rantolante, si fece trarre sui cuscini, si buttò sulle spalle una giacca grigia da caccia e lasciò sfilare ai piedi del letto tutti i dignitari di corte salutandoli uno per uno con un cenno della testa. Infine chiese di restare solo con i principi Umberto e Margherita, ma all'ultimo fece introdurre anche Emanuele, il figlio avuto dalla Bela Rosin, che per la prima volta si trovò di fronte al fratellastro Umberto, che non aveva mai voluto incontrarlo.
Il 9 gennaio, alle ore 14:30, il Re morì dopo 28 anni e 9 mesi di regno, assistito dai figli ma, come previsto dal Protocollo di Corte, non dalla moglie morganatica, cui fu espressamente vietato recarsi al capezzale dai ministri del Regno. 
Poco più di due mesi dopo avrebbe compiuto 58 anni.
La commozione che investì il Regno fu unanime e i titoli dei giornali la espressero facendo uso della retorica tipica del periodo; il Piccolo di Napoli titolò «È morto il più valoroso dei Maccabei, è morto il leone di Israele, è morto il Veltro dantesco, è morta la provvidenza della nostra casa. Piangete, o cento città d'Italia! piangete a singhiozzo, o cittadini!».
«Chi sapeva, o gran re, di amarti tanto?», scrisse il poeta romano Fabio Nannarelli; perfino Felice Cavallotti, co-fondatore dell'Estrema sinistra storica espresse il proprio cordoglio al nuovo re Umberto I.
Tutta la stampa, compresa quella straniera, fu unanime nel cordoglio (ma giornali austriaci Neue Freie Presse e il Morgen Post non si unirono, com'era prevedibile, al lutto).
L'Osservatore Romano scrisse: «Il re ha ricevuto i Santi Sacramenti dichiarando di domandare perdono al Papa dei torti di cui si era reso responsabile».
L'Agenzia Stefani smentì immediatamente, ma la Curia smentì la smentita: la stampa laica insorse giungendo ad appellare Pio IX «avvoltoio» e accusandolo di «infame speculazione sul segreto confessionale»; quella che avrebbe potuto essere un'occasione di distensione si trasformò, così, in un'ulteriore motivo di scontro tra clericali e laici.
L'inglese Manchester Guardian dedicò alla morte di Vittorio Emanuele tre colonne su sei nella pagina di politica estera, sezione della quale quel giorno fu la notizia principale
Vittorio Emanuele II aveva espresso il desiderio che il suo feretro fosse tumulato in Piemonte, nella Basilica di Superga, ma Umberto I, accondiscendendo alle richieste del Comune di Roma, approvò che la salma rimanesse in città, nel Pantheon, nella seconda cappella a destra di chi entra, adiacente cioè a quella con l'Annunciazione di Melozzo da Forlì. La sua tomba divenne la meta di pellegrinaggi di centinaia di migliaia di italiani, provenienti da tutte le regioni del Regno, per rendere omaggio al re che aveva unificato l'Italia. Si calcola che più di 200 000 persone abbiano preso parte ai funerali di Stato.
Stendendo il proclama alla nazione, Umberto I (che adottò il numerale I anziché IV, che avrebbe dovuto mantenere secondo la numerazione sabauda), così si espresse:
Edmondo De Amicis fece così descrivere il funerale ai giovani personaggi del suo libro Cuore:
(Edmondo De Amicis, Cuore)

## In ricordo di Vittorio Emanuele II

### Vittoriano

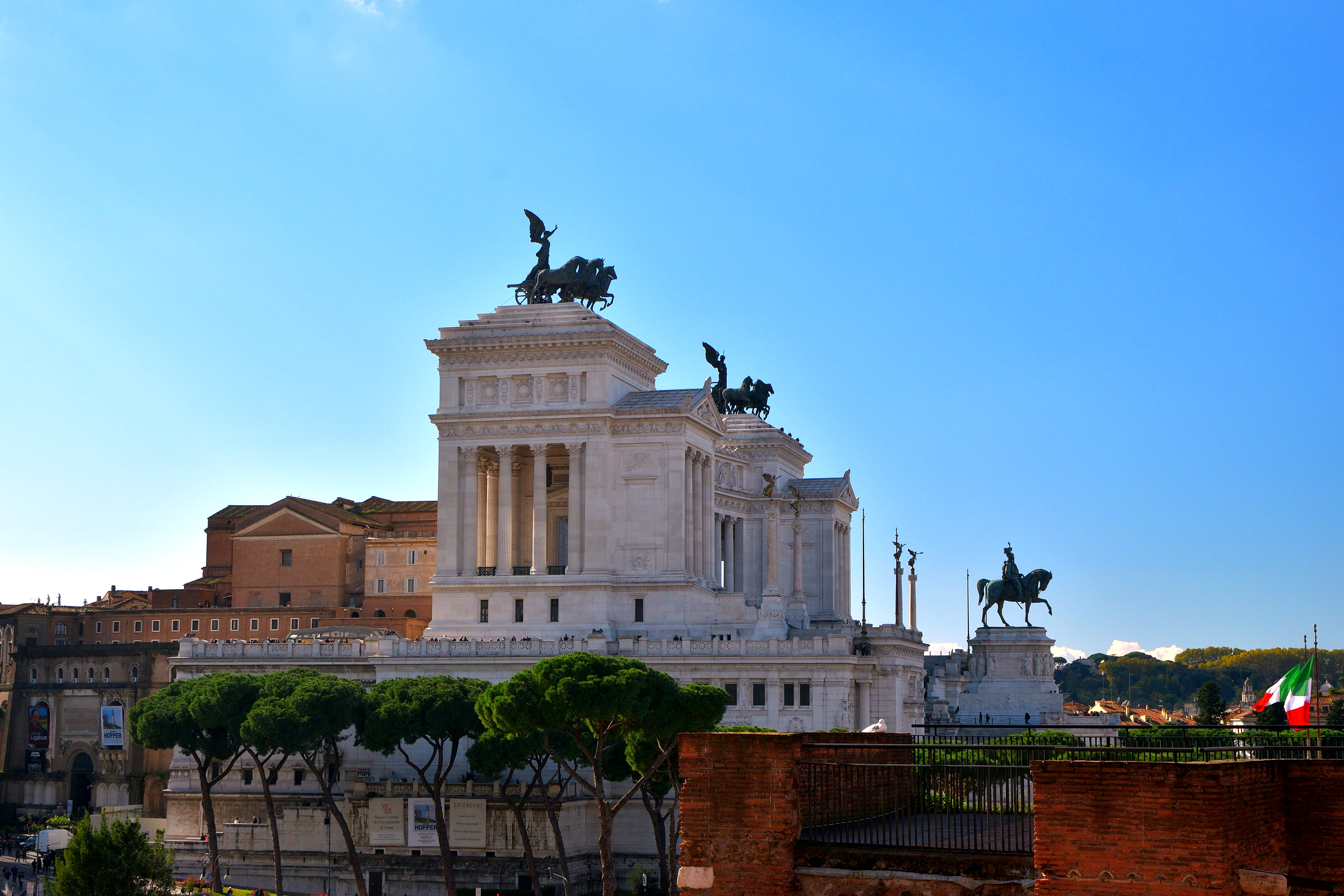
Il Vittoriano

Per celebrare il «Padre della Patria», il Comune di Roma bandì un progetto per un'opera commemorativa, dal 1880, su volontà di Umberto I di Savoia. Ciò che venne costruito fu una delle più ardite opere architettoniche d'Italia nell'Ottocento: per erigerlo, venne distrutta una parte della città, ancora medioevale, e venne abbattuta anche la torre di papa Paolo III. L'edificio doveva ricordare il tempio di Atena Nike, ad Atene, ma le forme architettoniche ardite e complesse fecero sorgere dubbi sulle sue caratteristiche stilistiche. Oggi, al suo interno, è presente la tomba del Milite Ignoto.

### Galleria Vittorio Emanuele IIa Milano
Progettata da Giuseppe Mengoni , la Galleria Vittorio Emanuele II collega la Piazza della Scala al Duomo di Milano e venne realizzata a partire dal 1865, mentre il Re era ancora in vita. Il progetto iniziale intendeva emulare le grandi opere di architettura erette in quegli anni in Europa, creando una galleria borghese nel cuore della città.

### Monumenti a Vittorio Emanuele

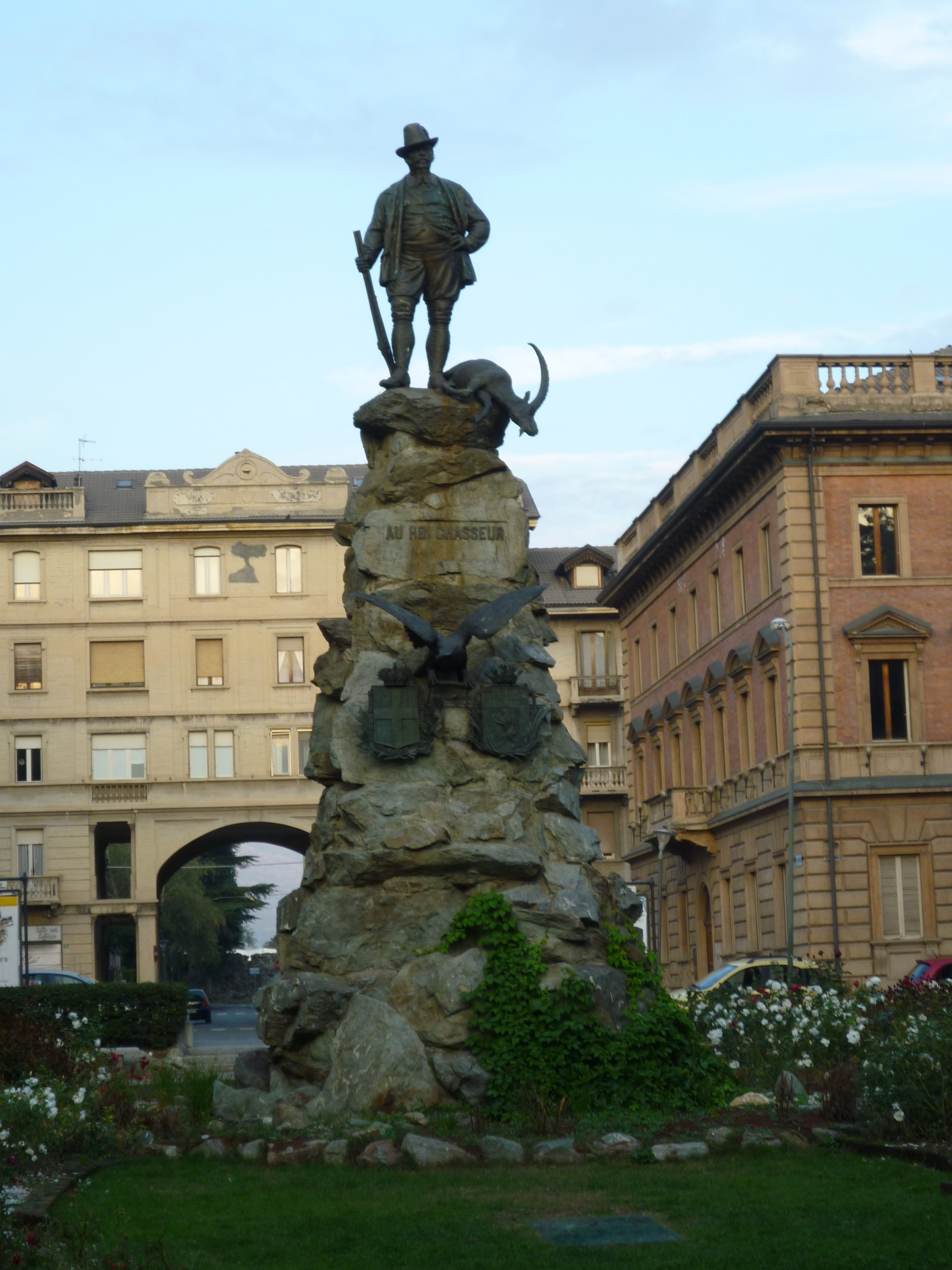
Aosta
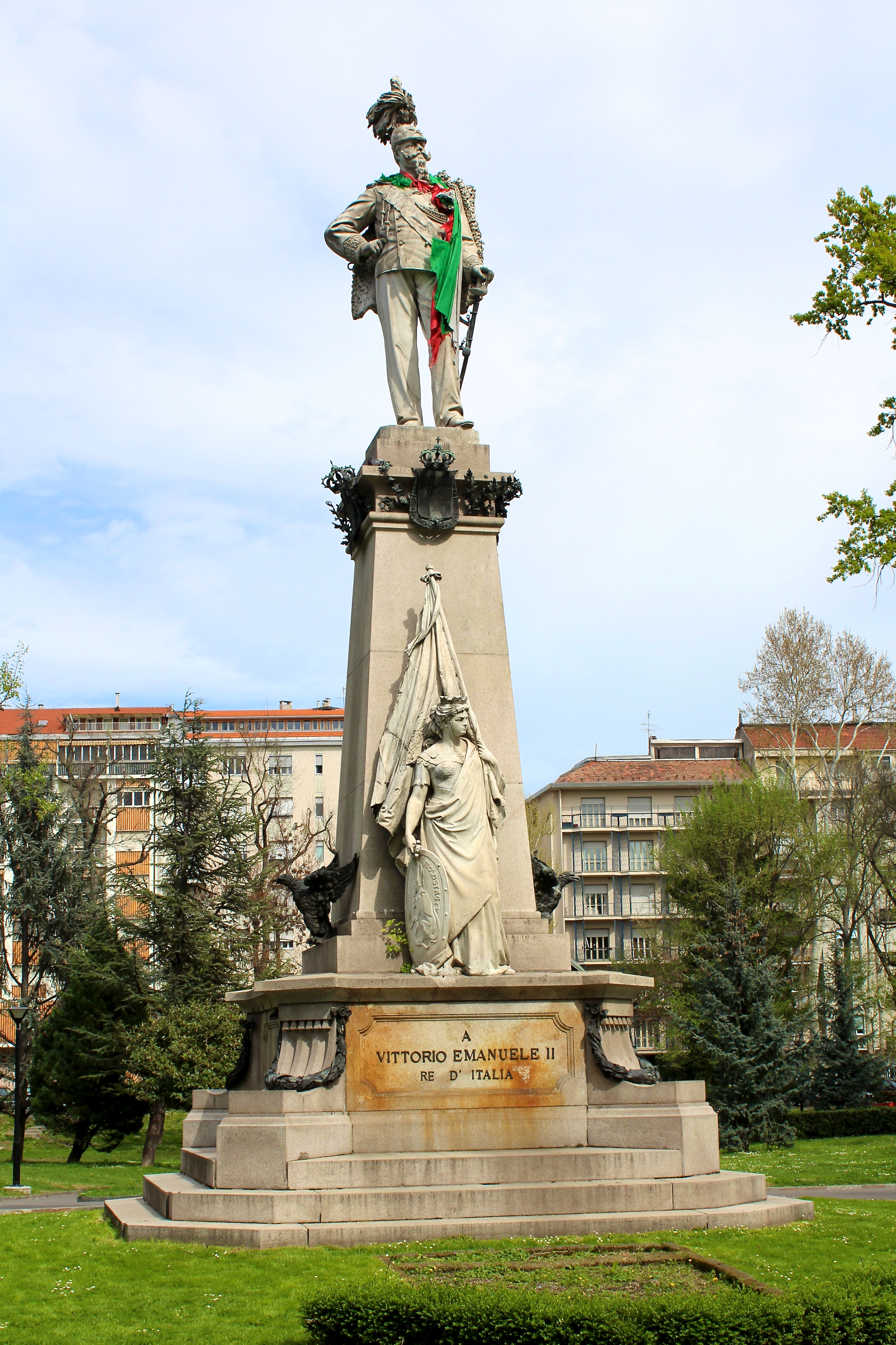
Asti
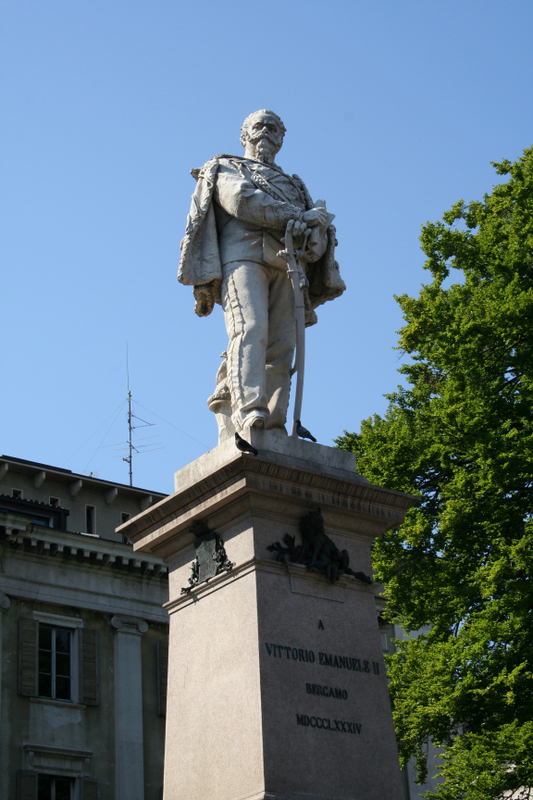
Bergamo
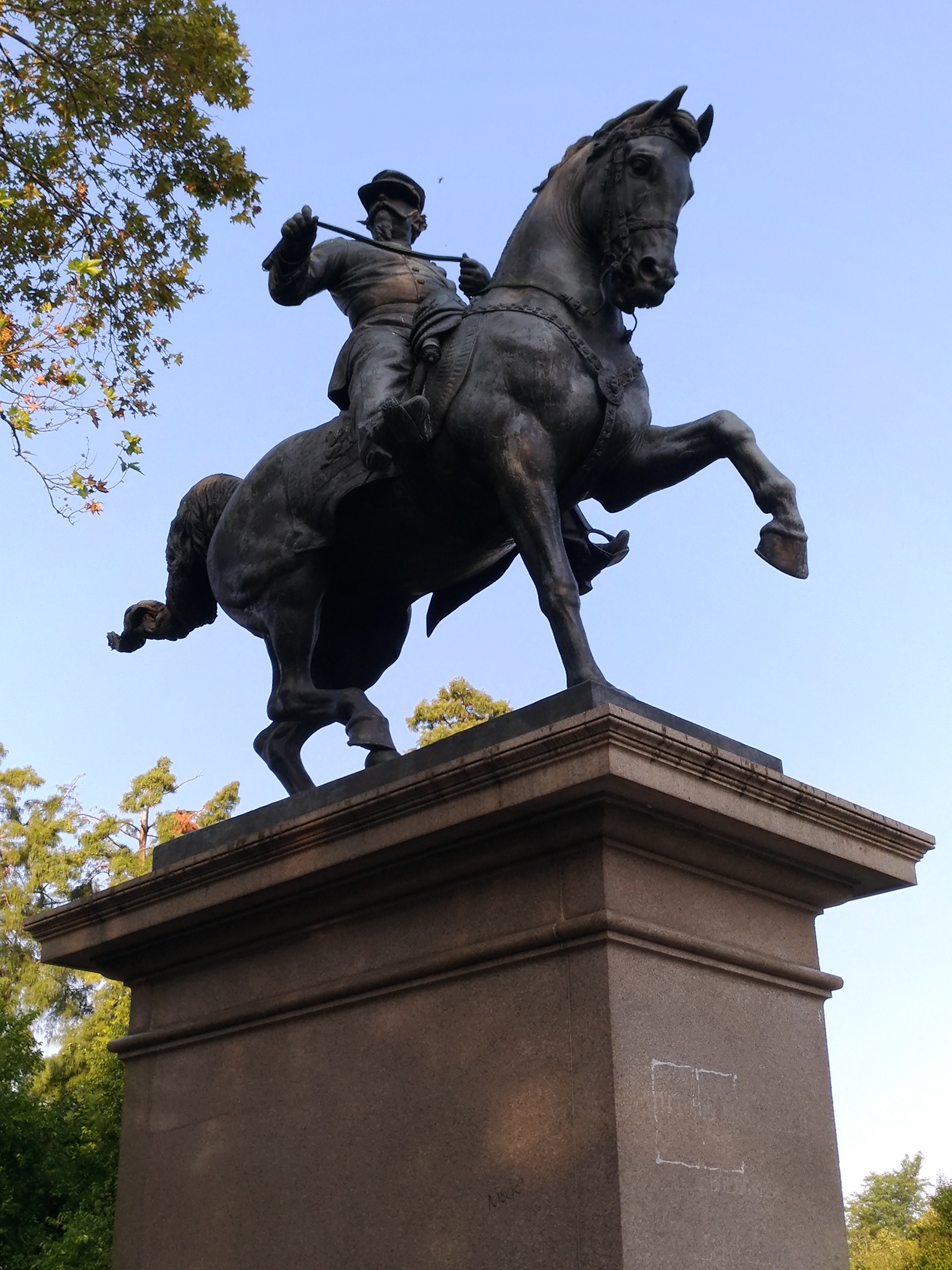
Bologna
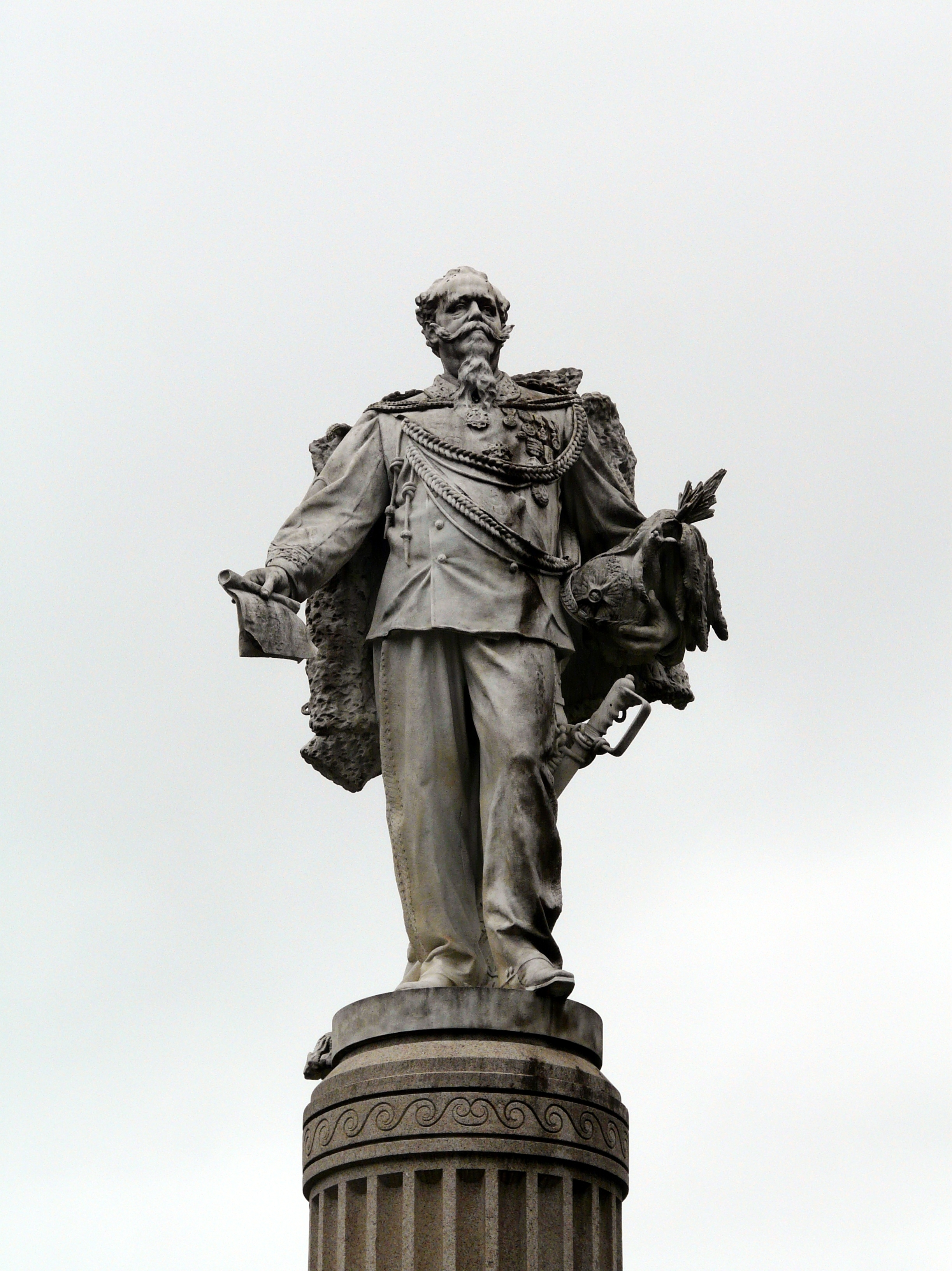
Chiavari
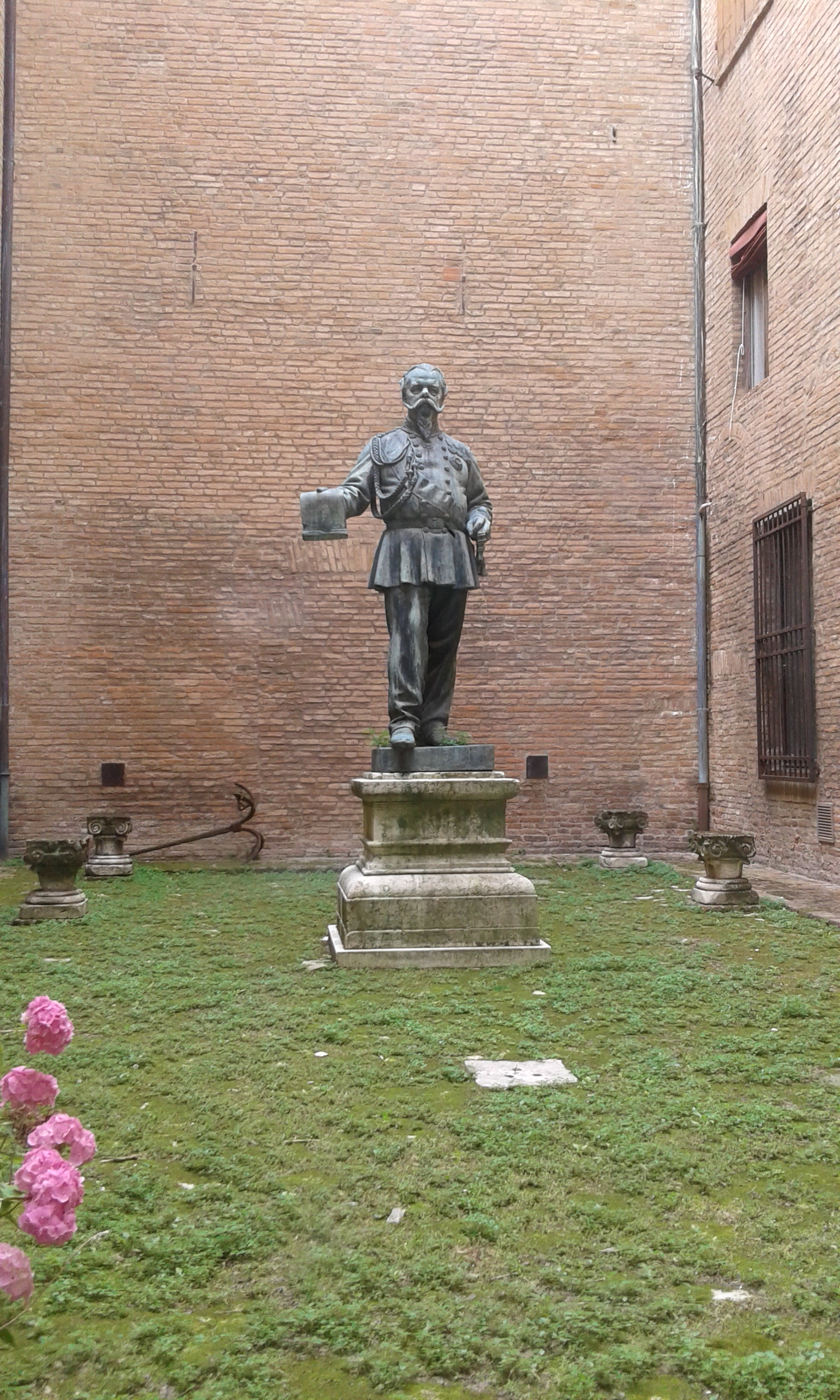
Ferrara
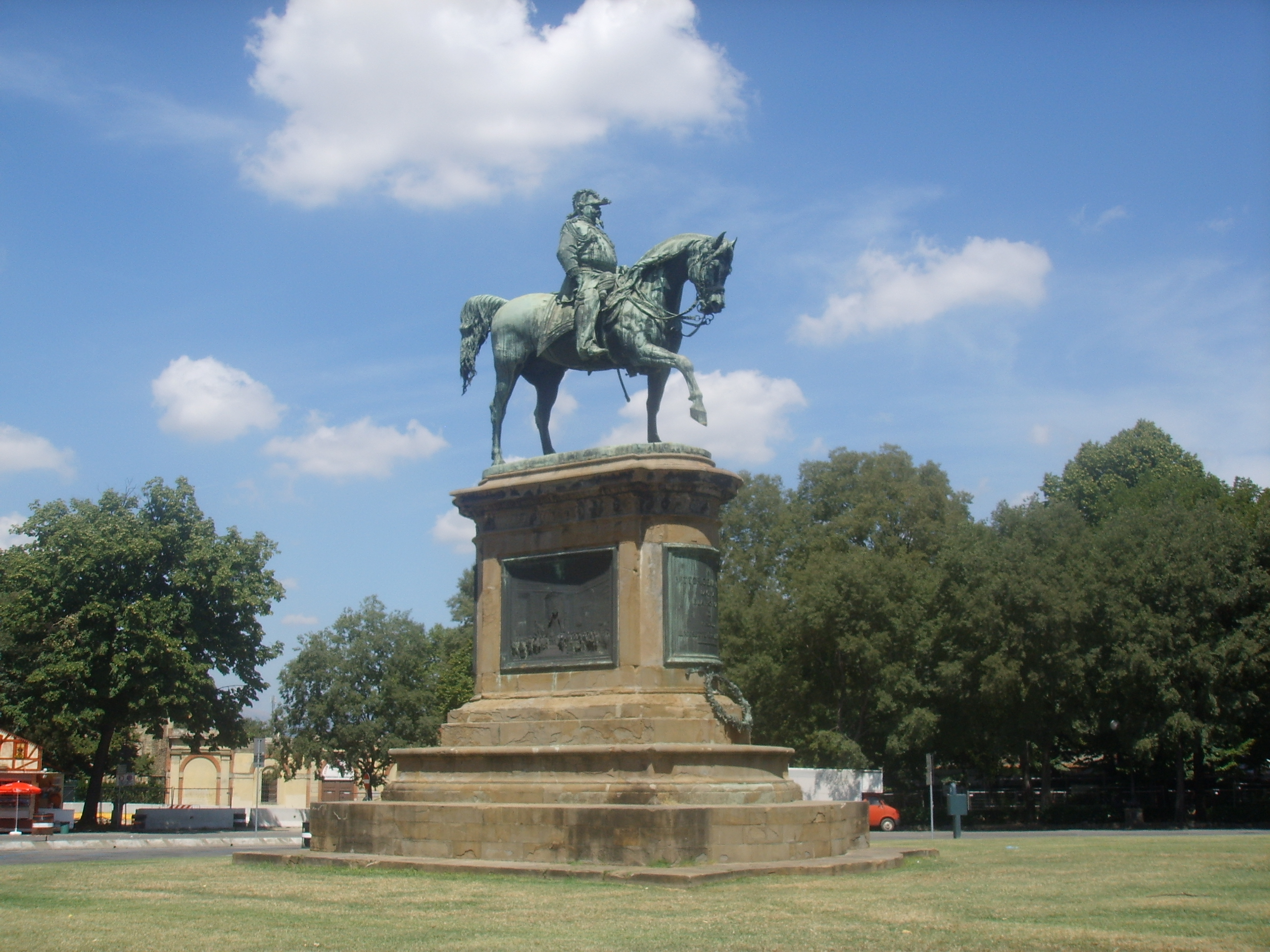
Firenze
Genova
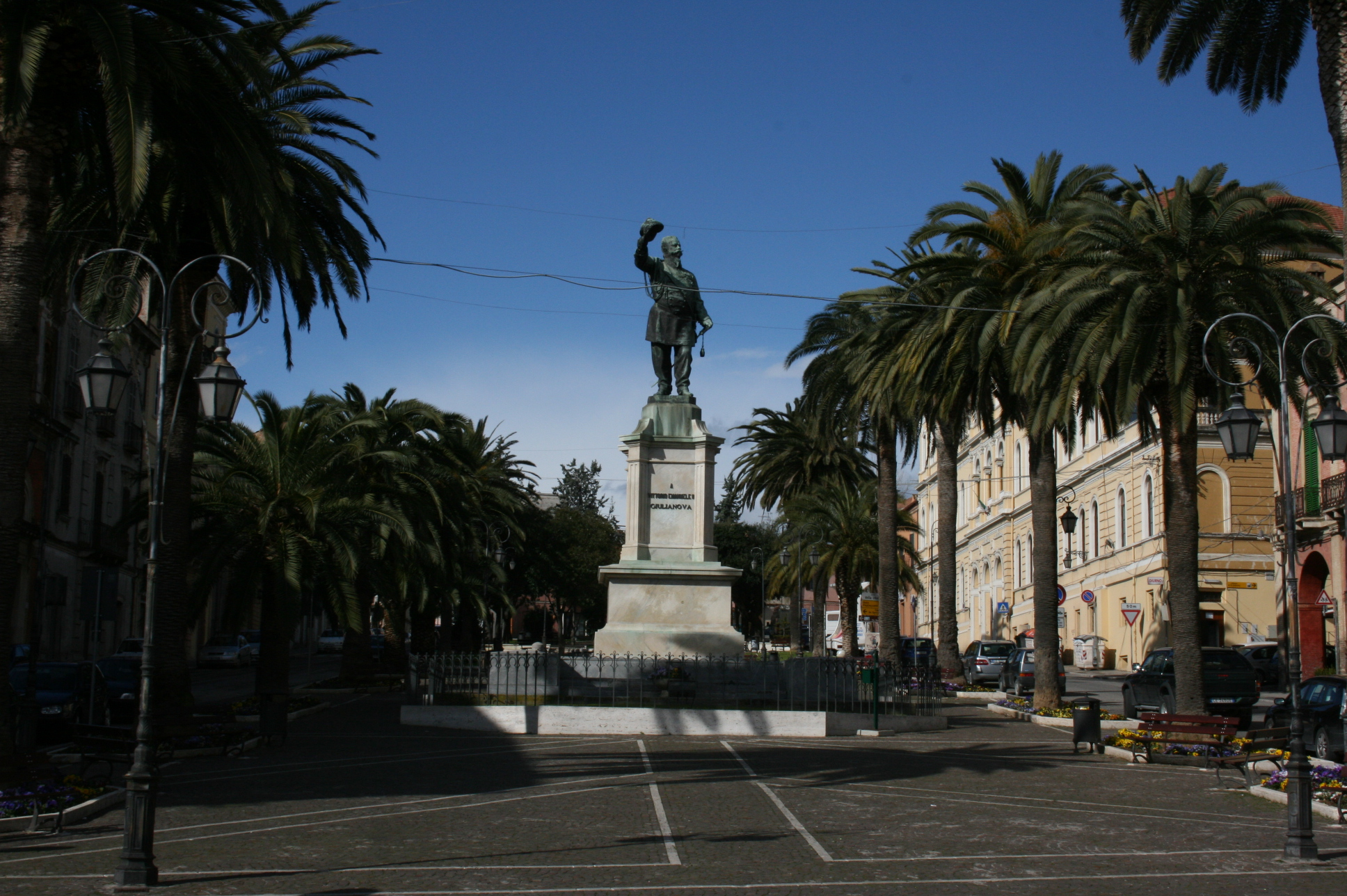
Giulianova
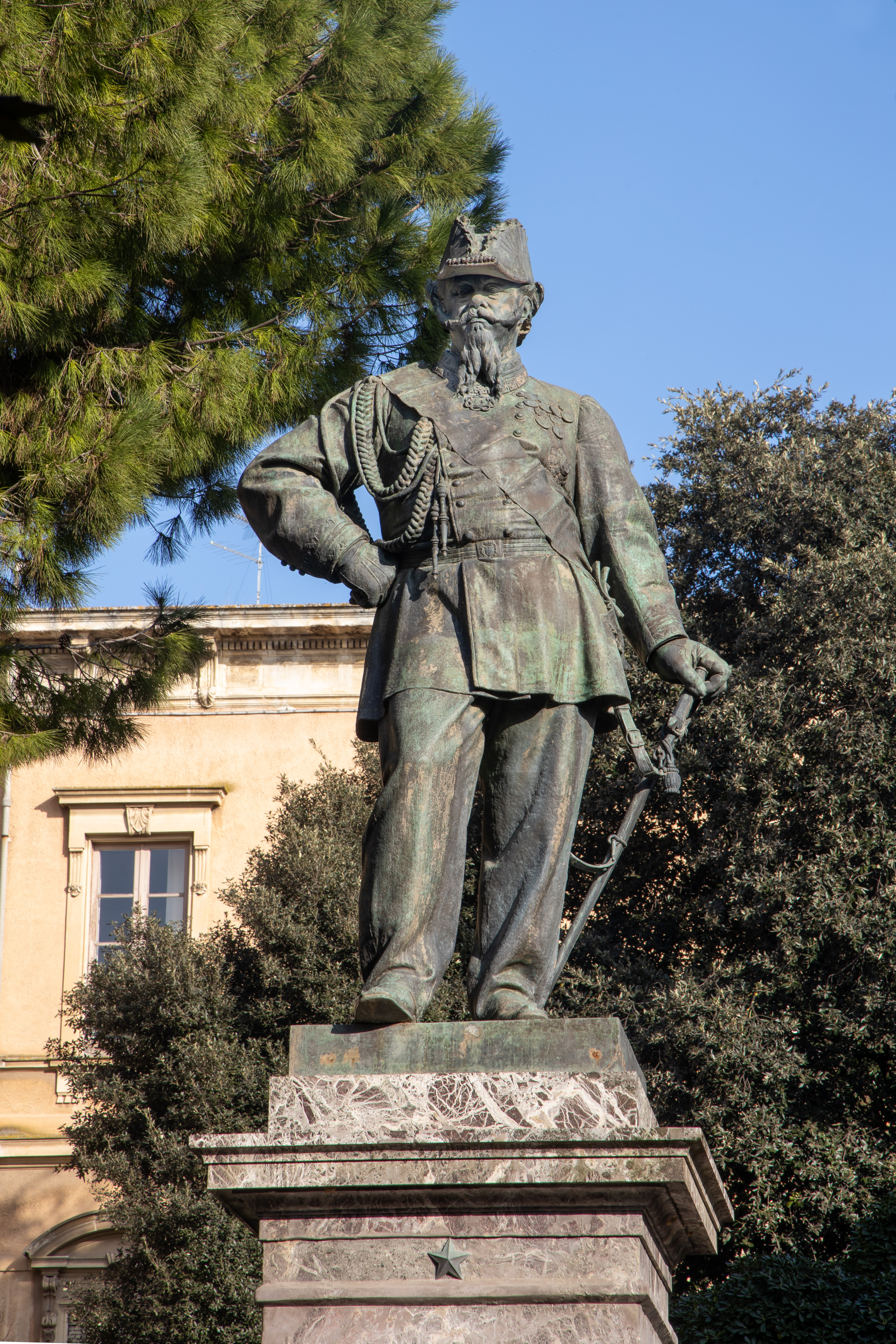
Lecce
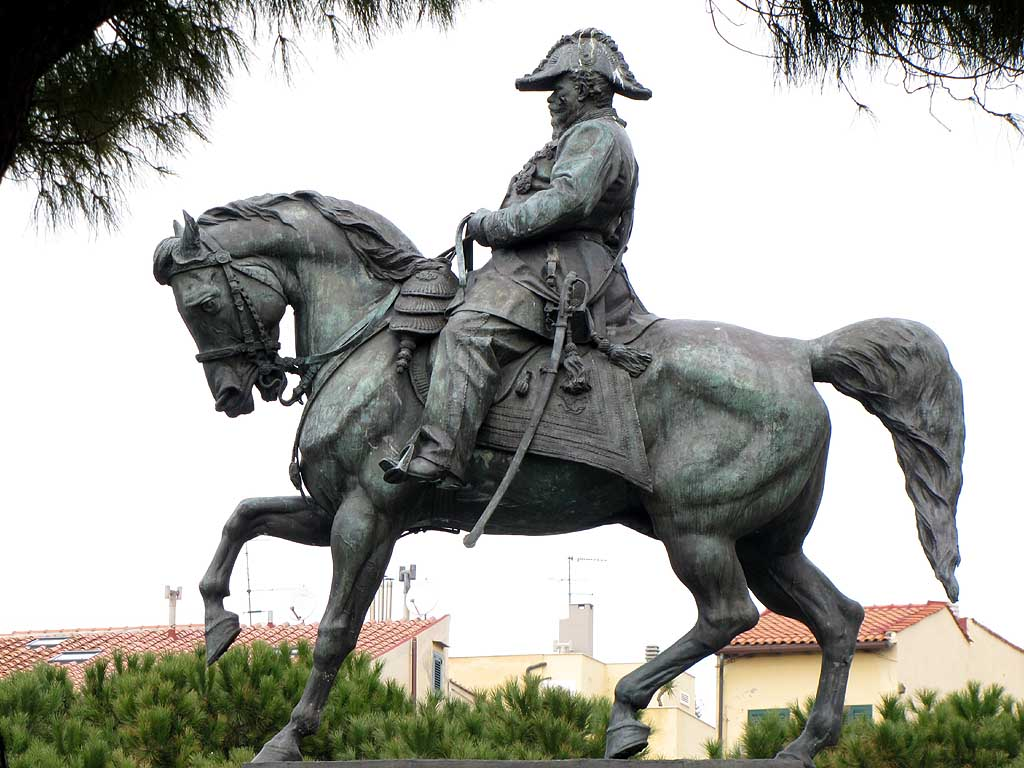
Livorno
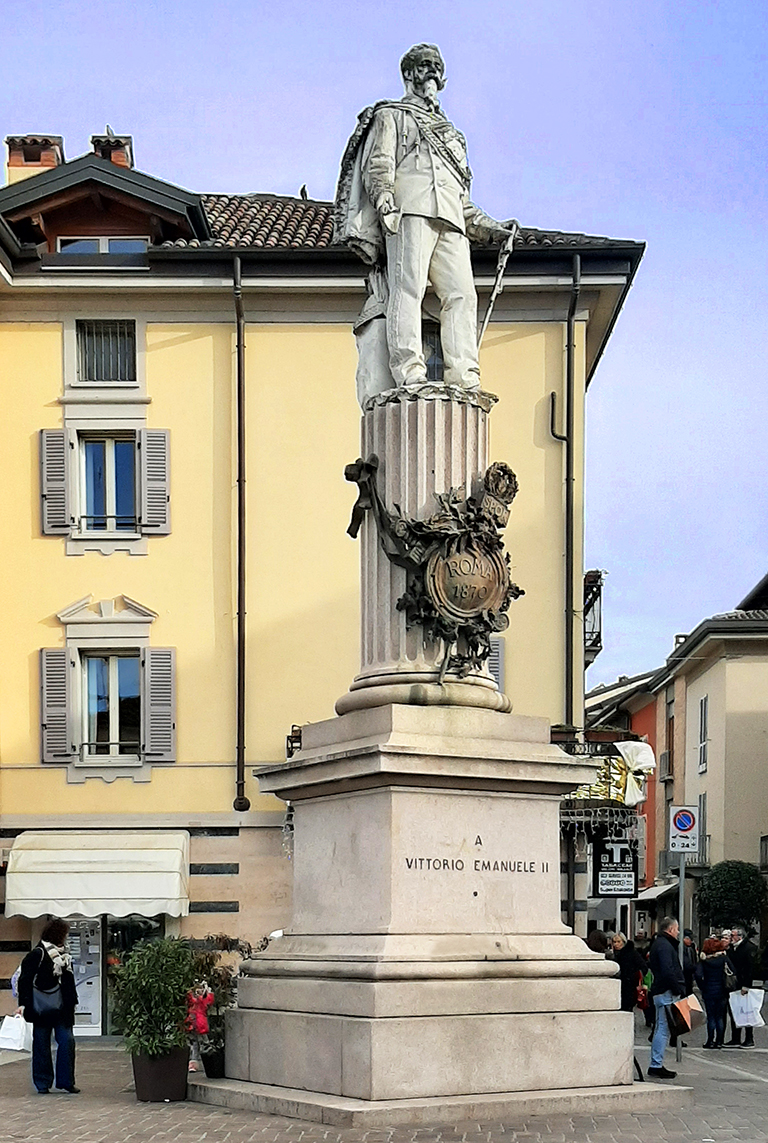
Lodi
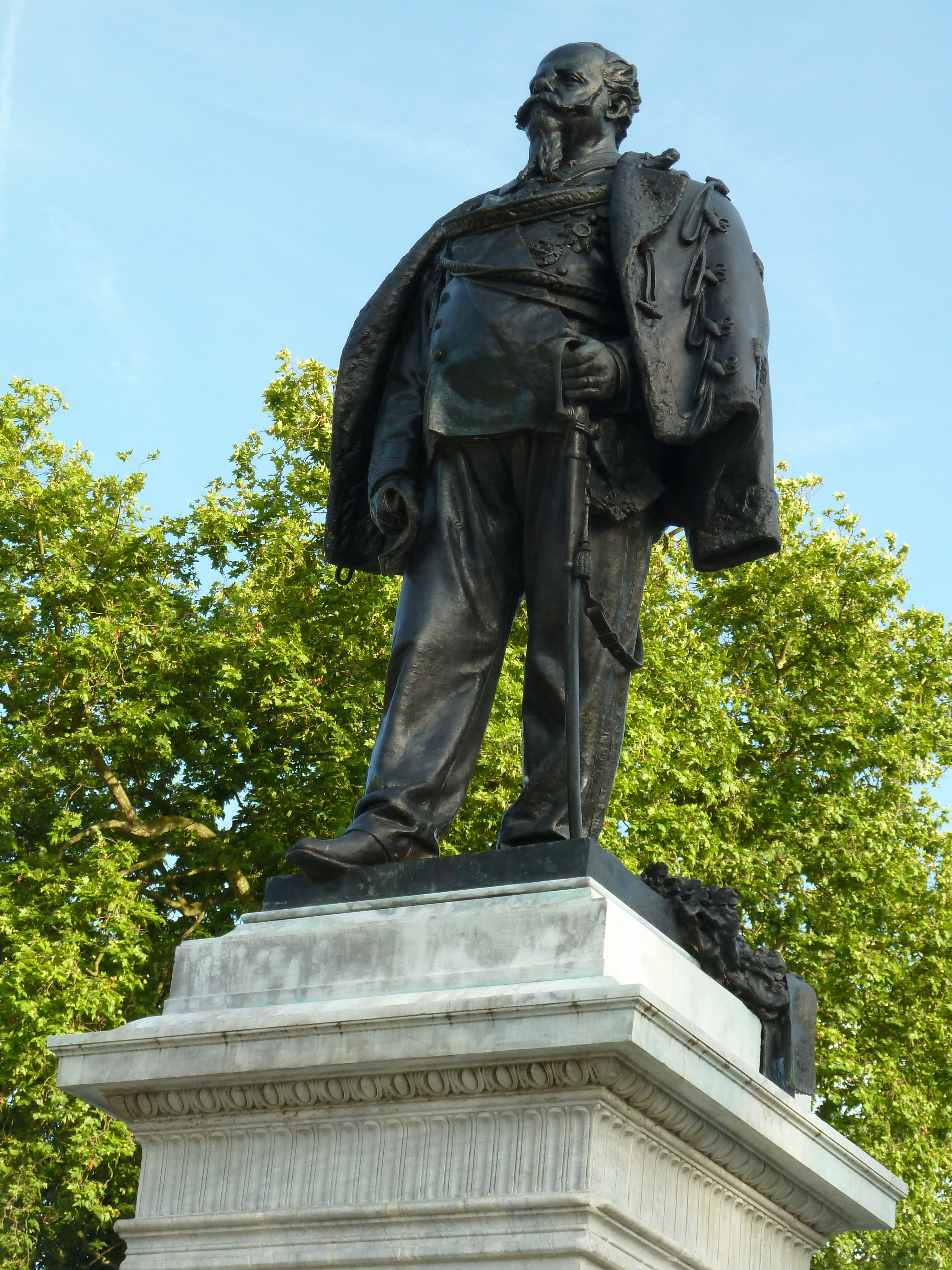
Lucca
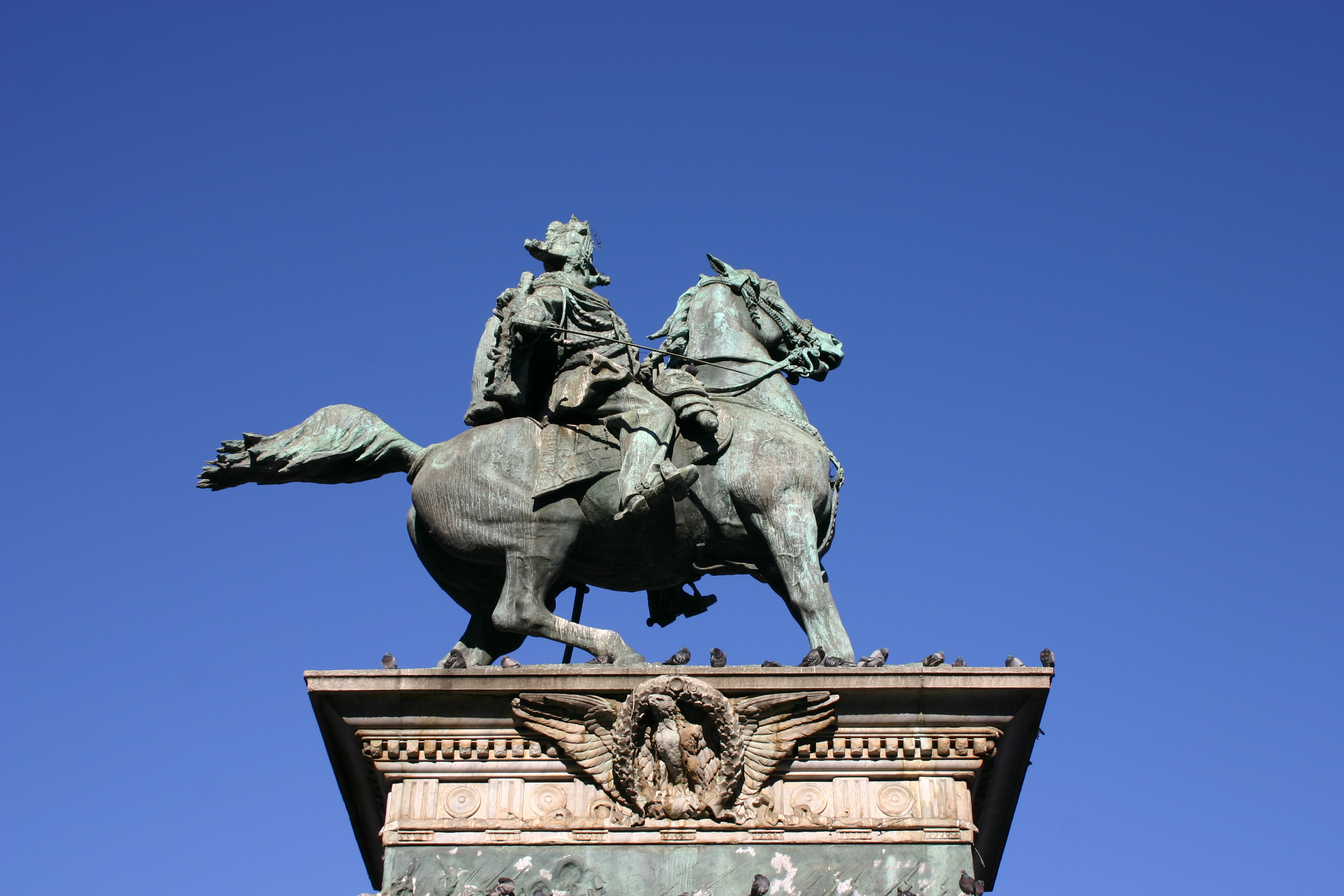
Milano
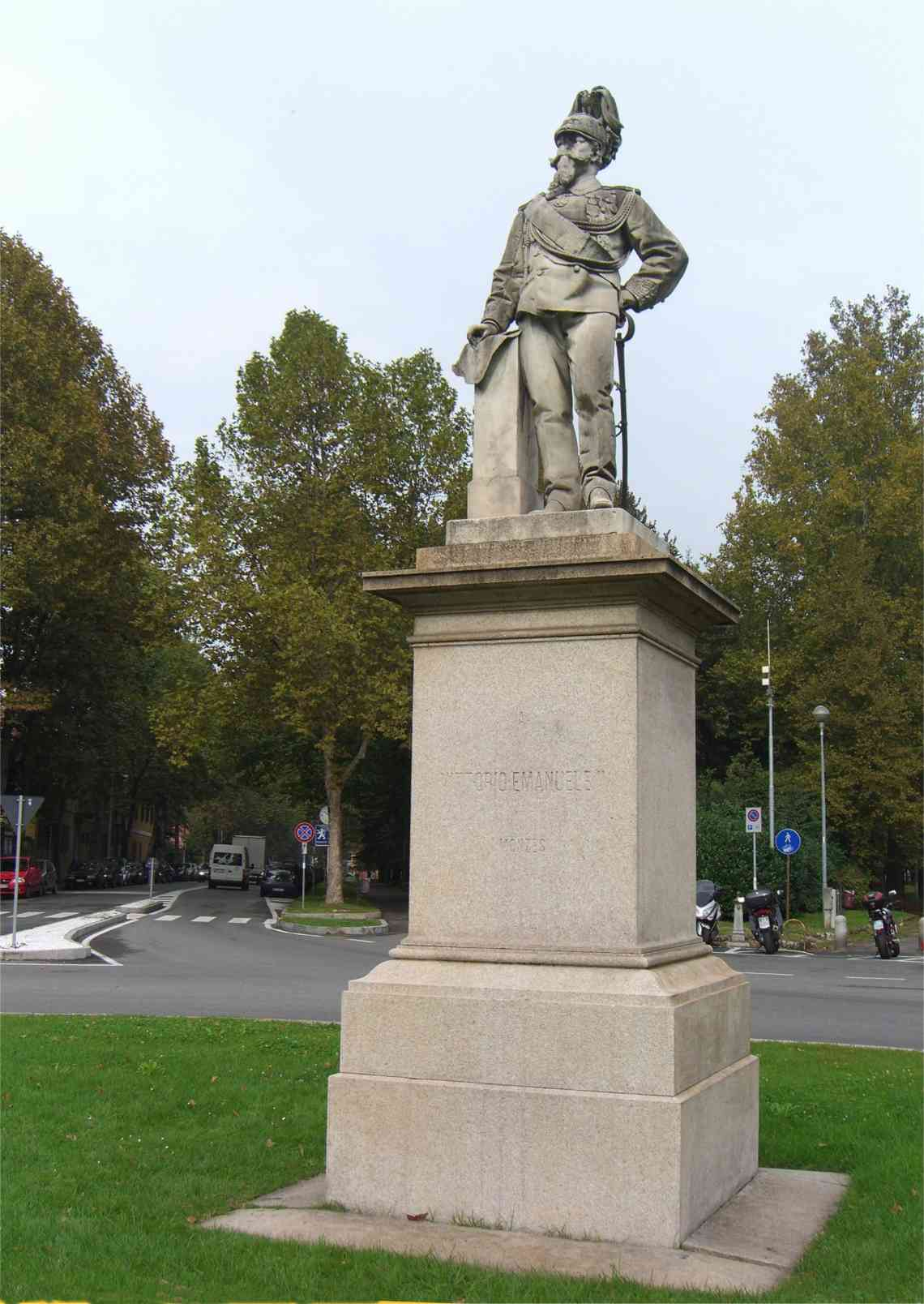
Monza
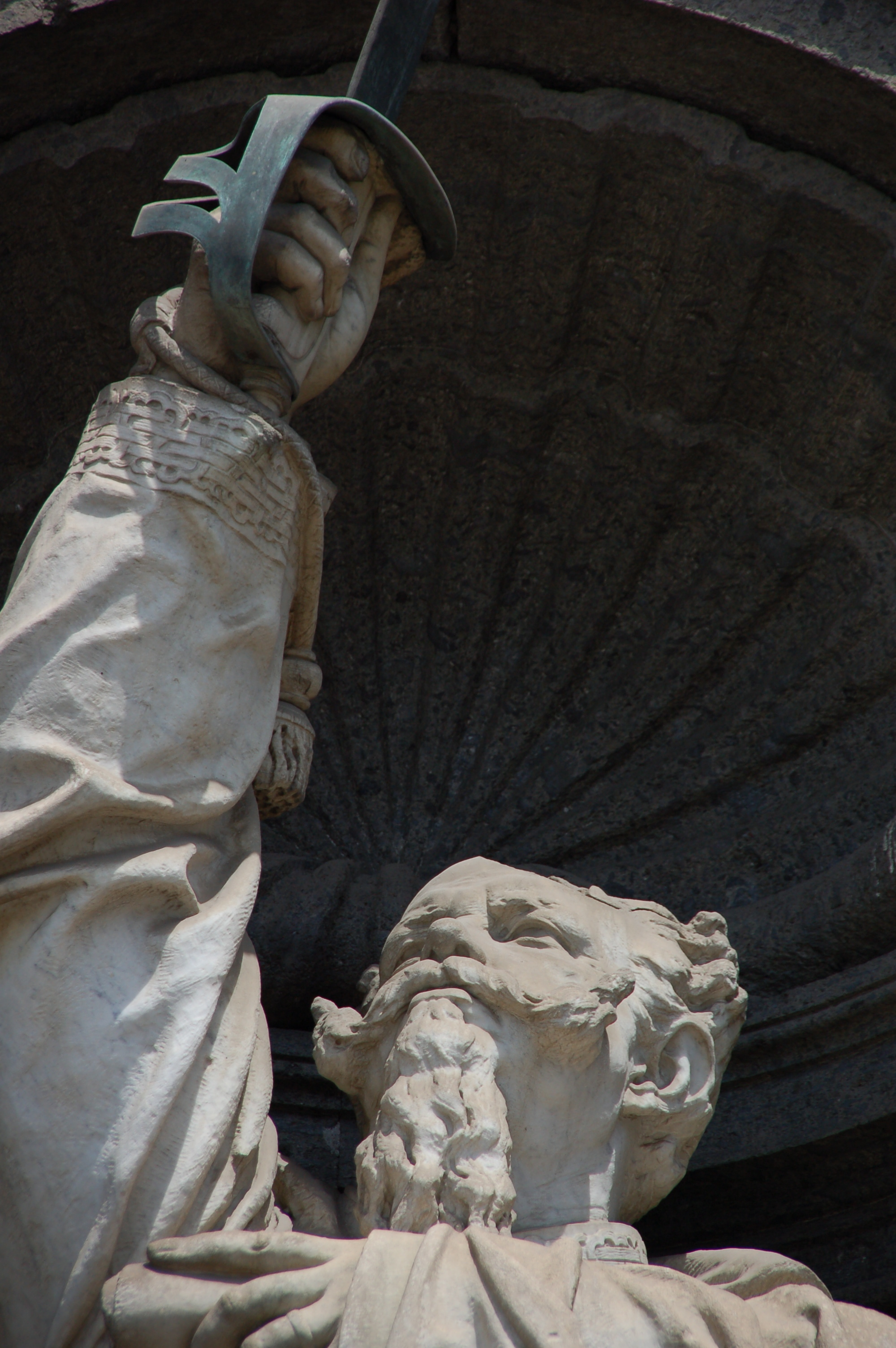
Napoli
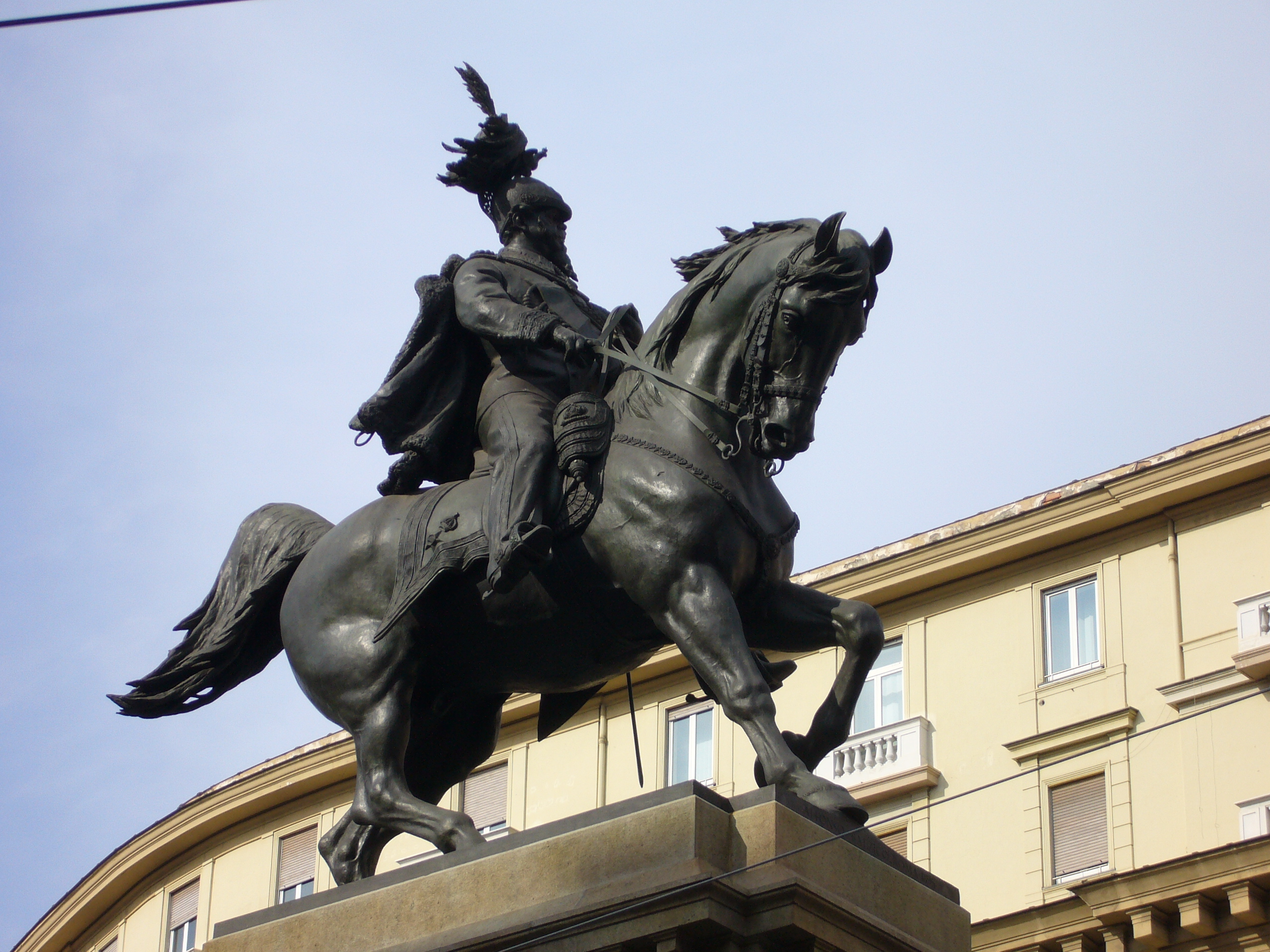
Napoli
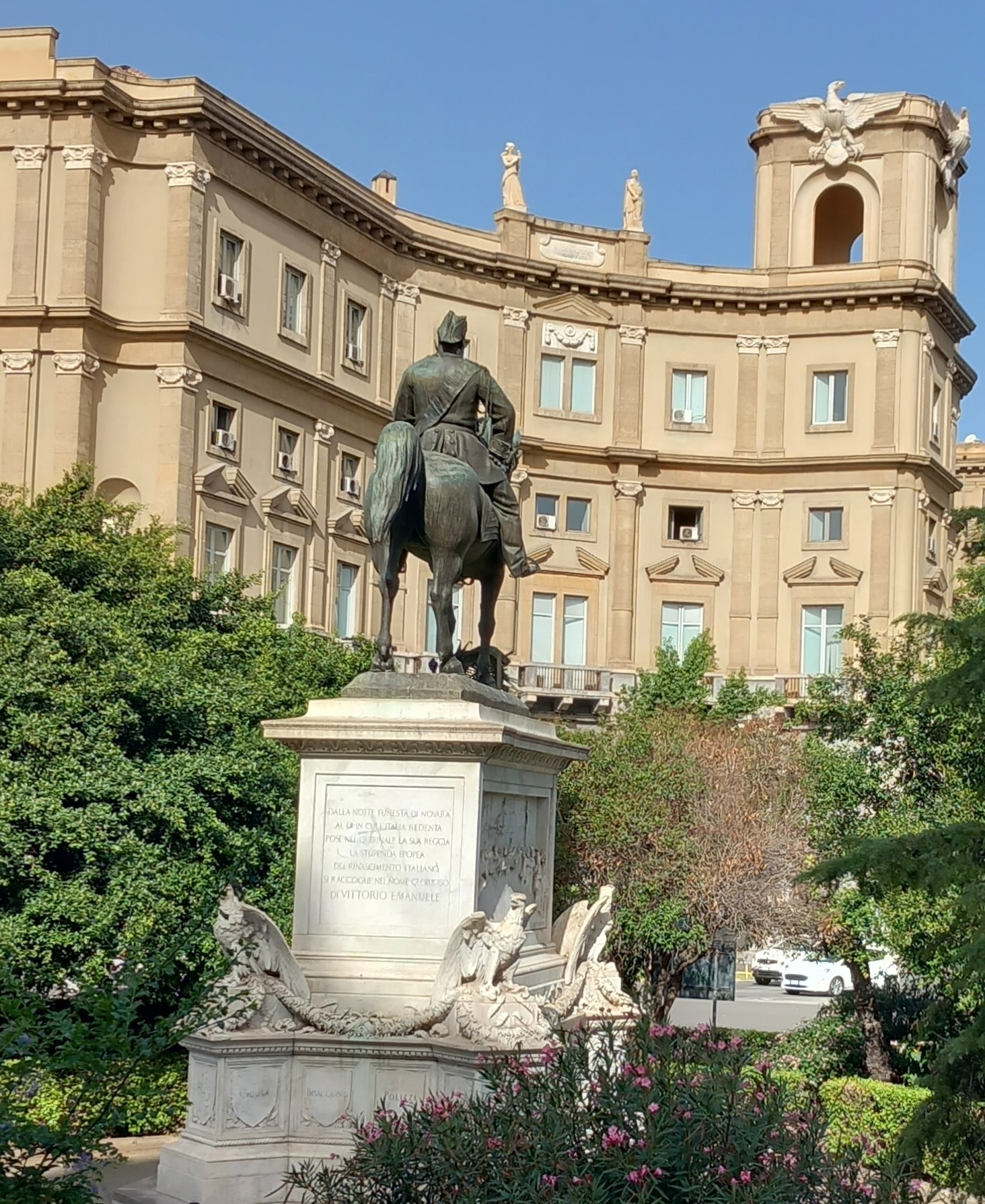
Palermo
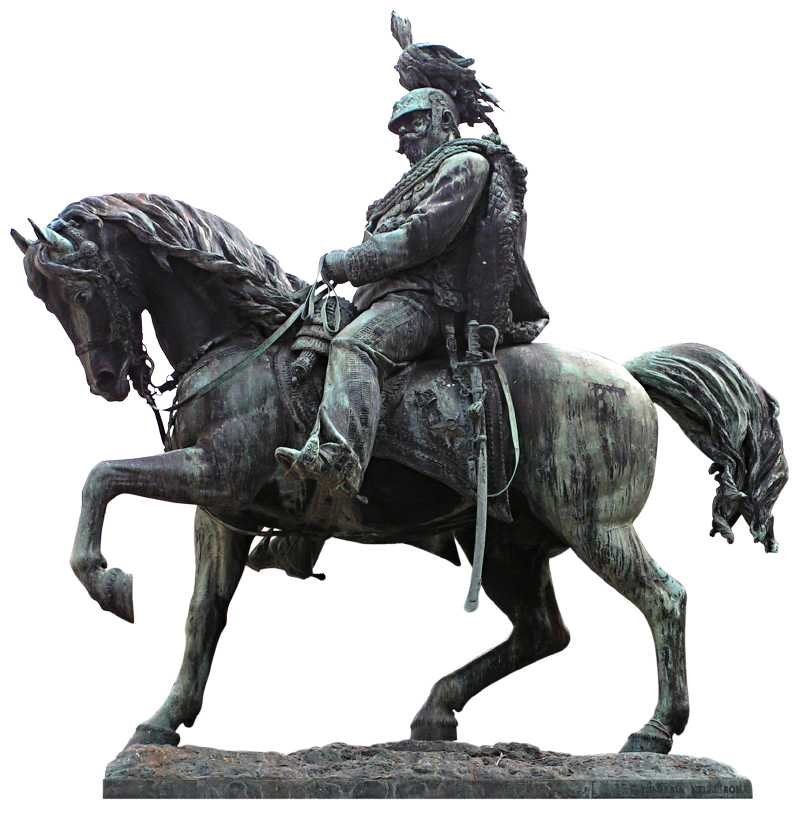
Perugia
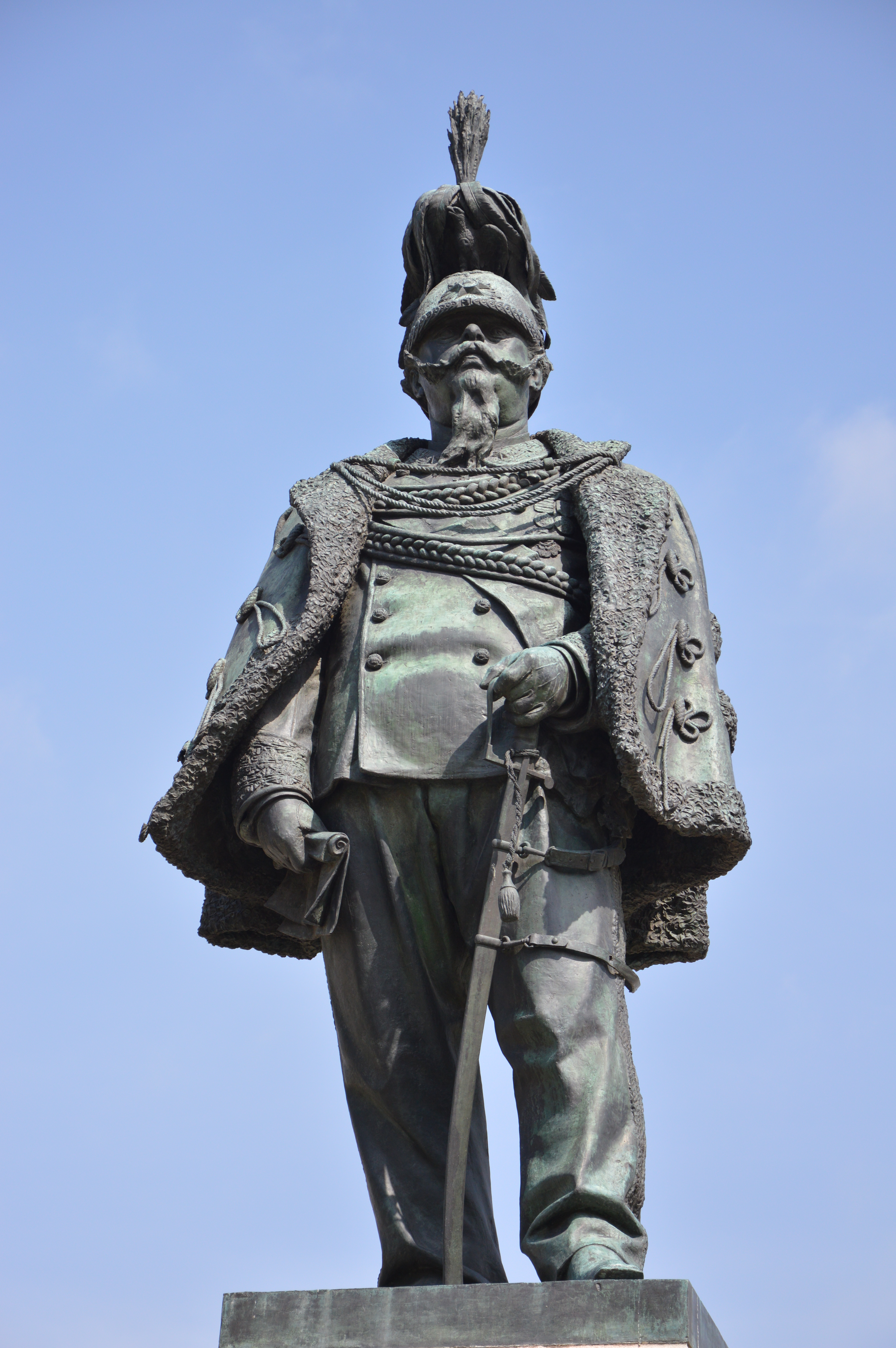
Pisa
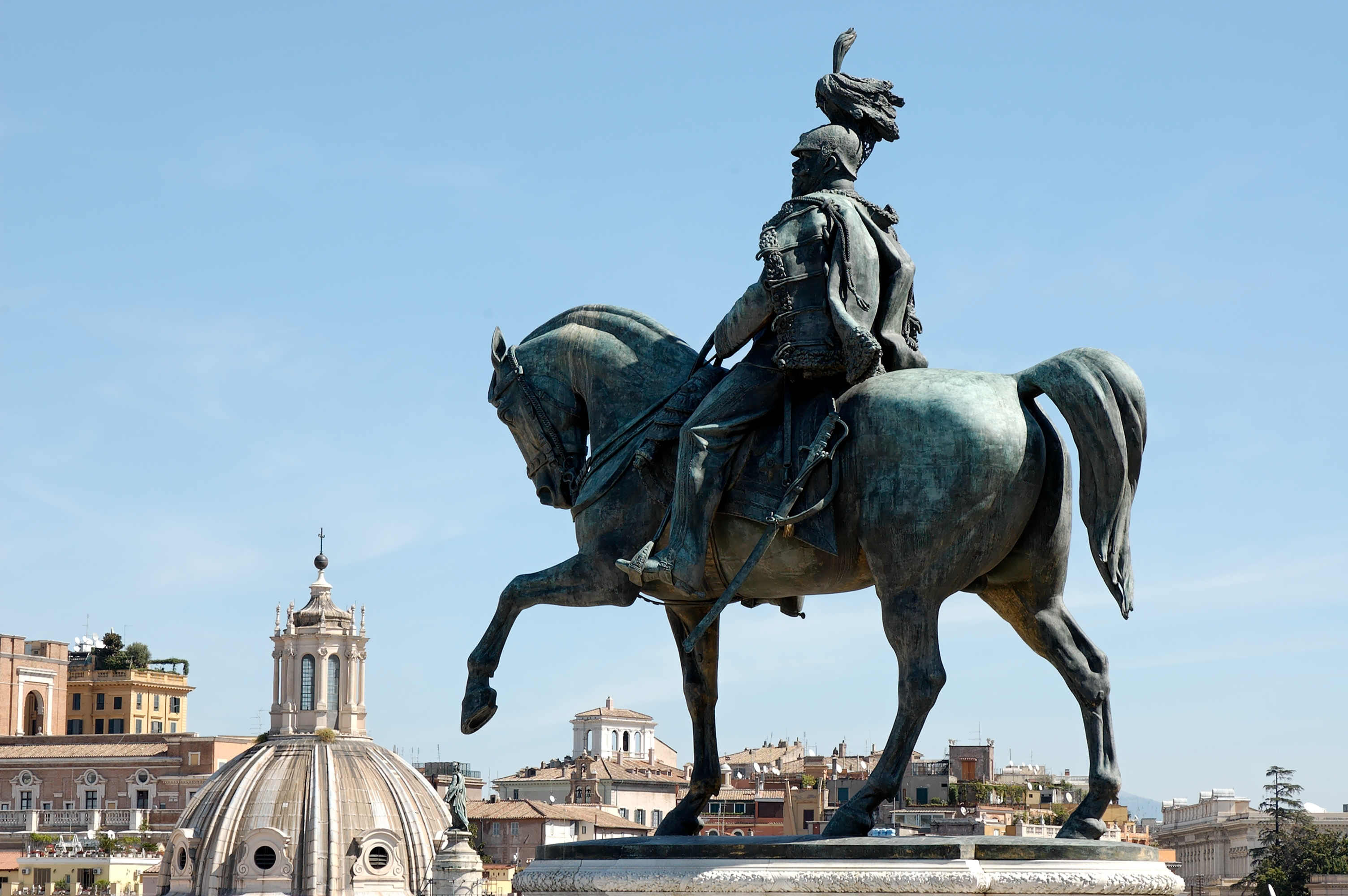
Roma
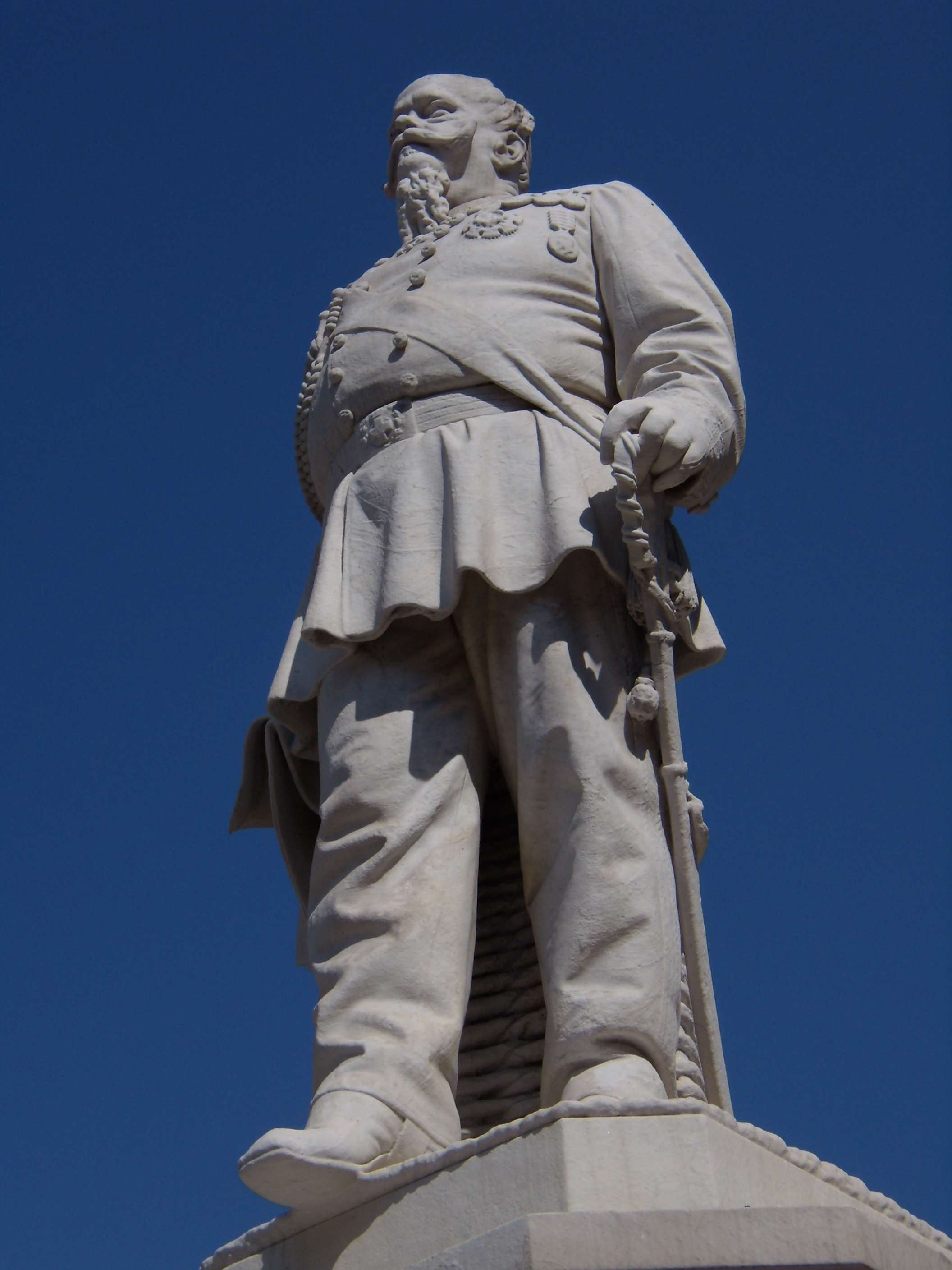
Rovigo
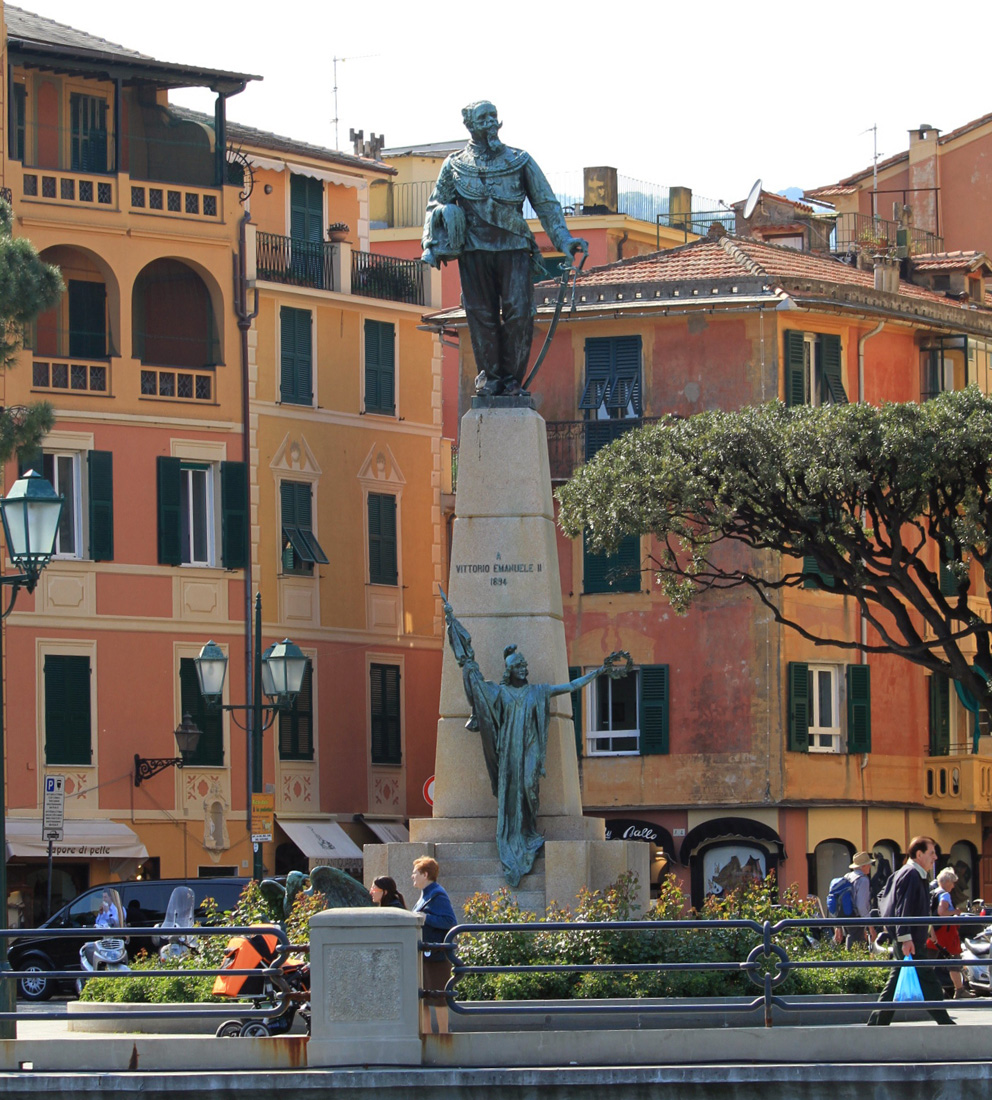
Santa Margherita Ligure
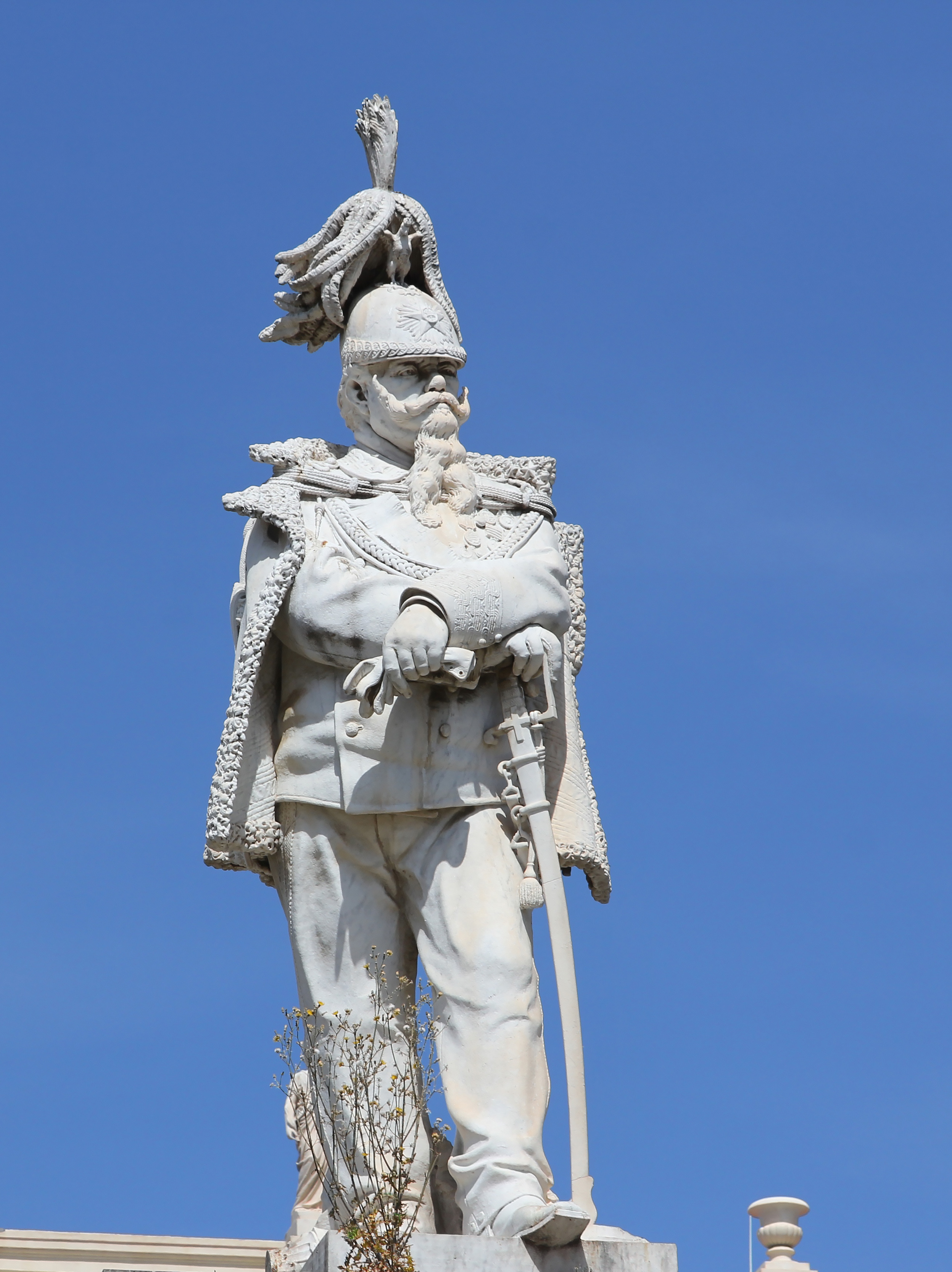
Sassari
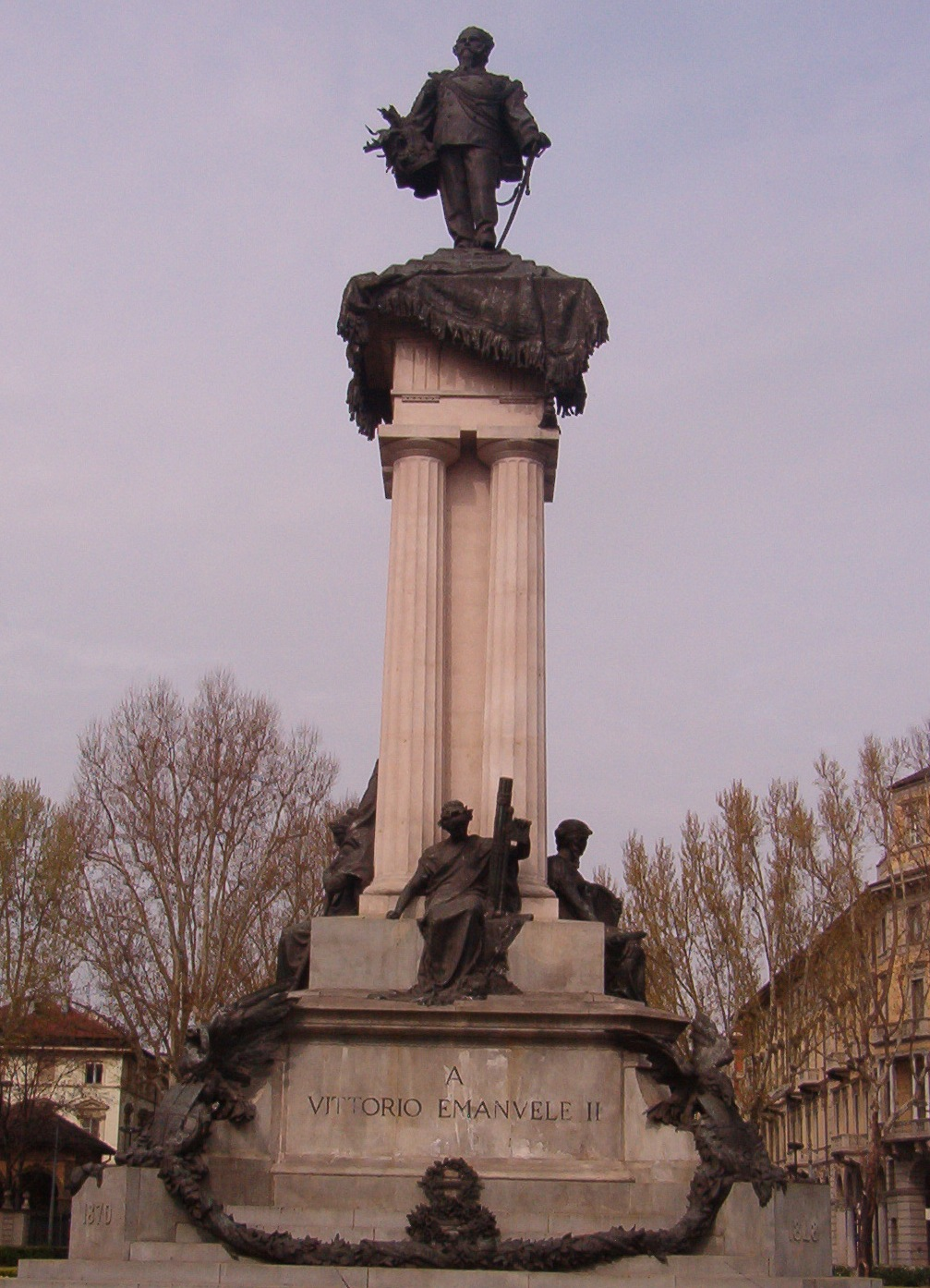
Torino: monumento nell'omonimo largo
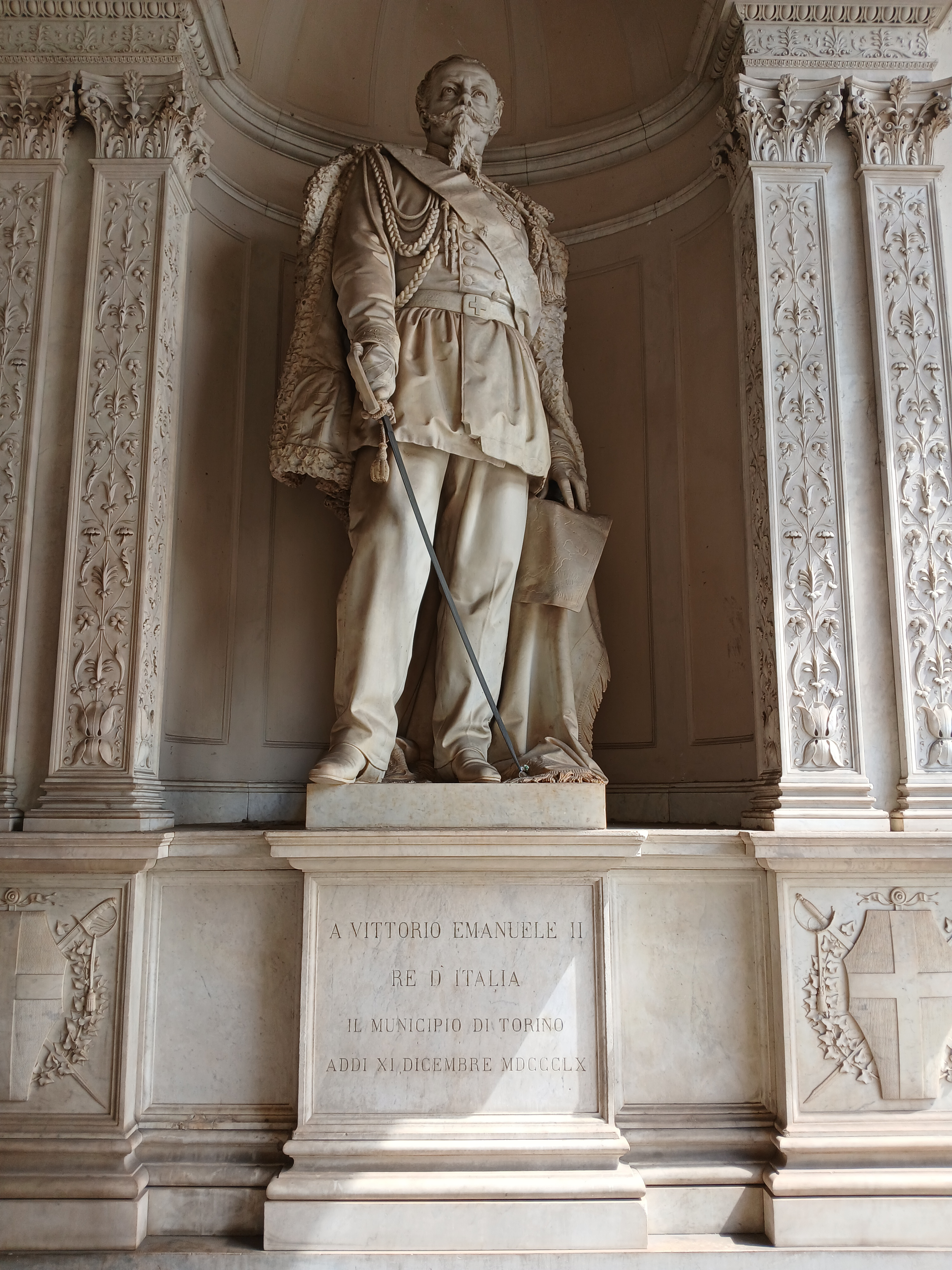
Torino: statua in piazza Palazzo di Città
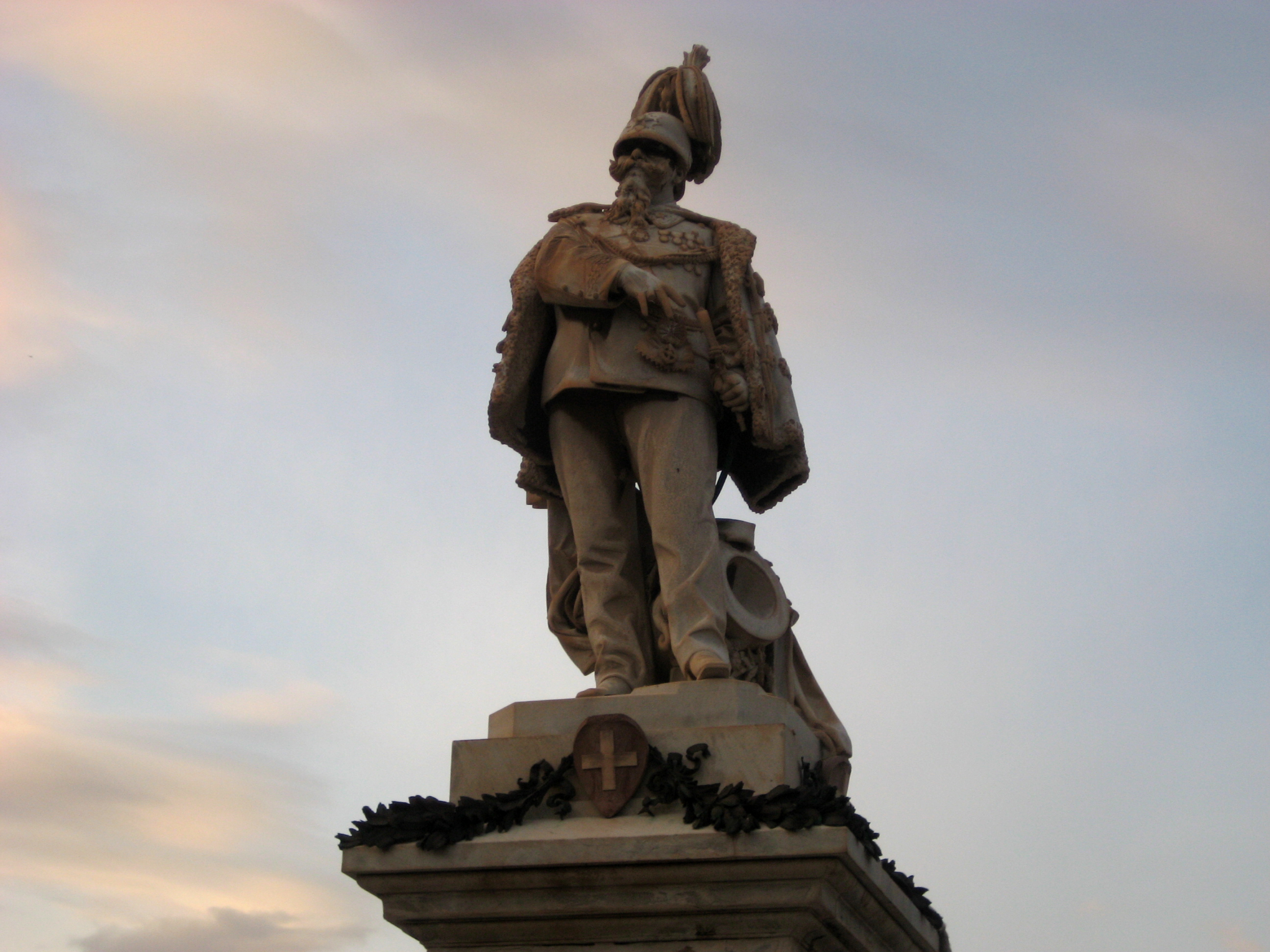
Trapani
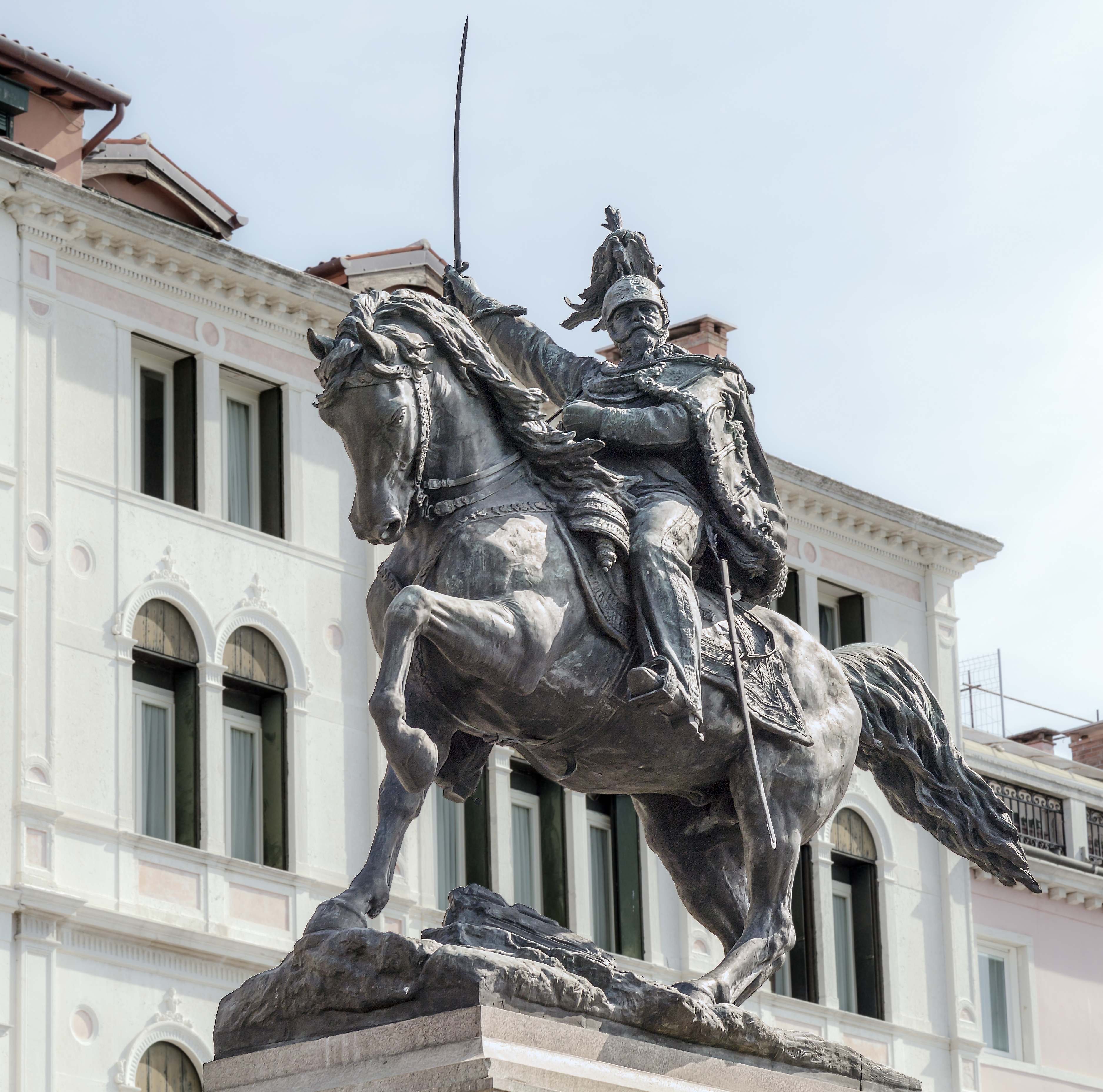
Venezia
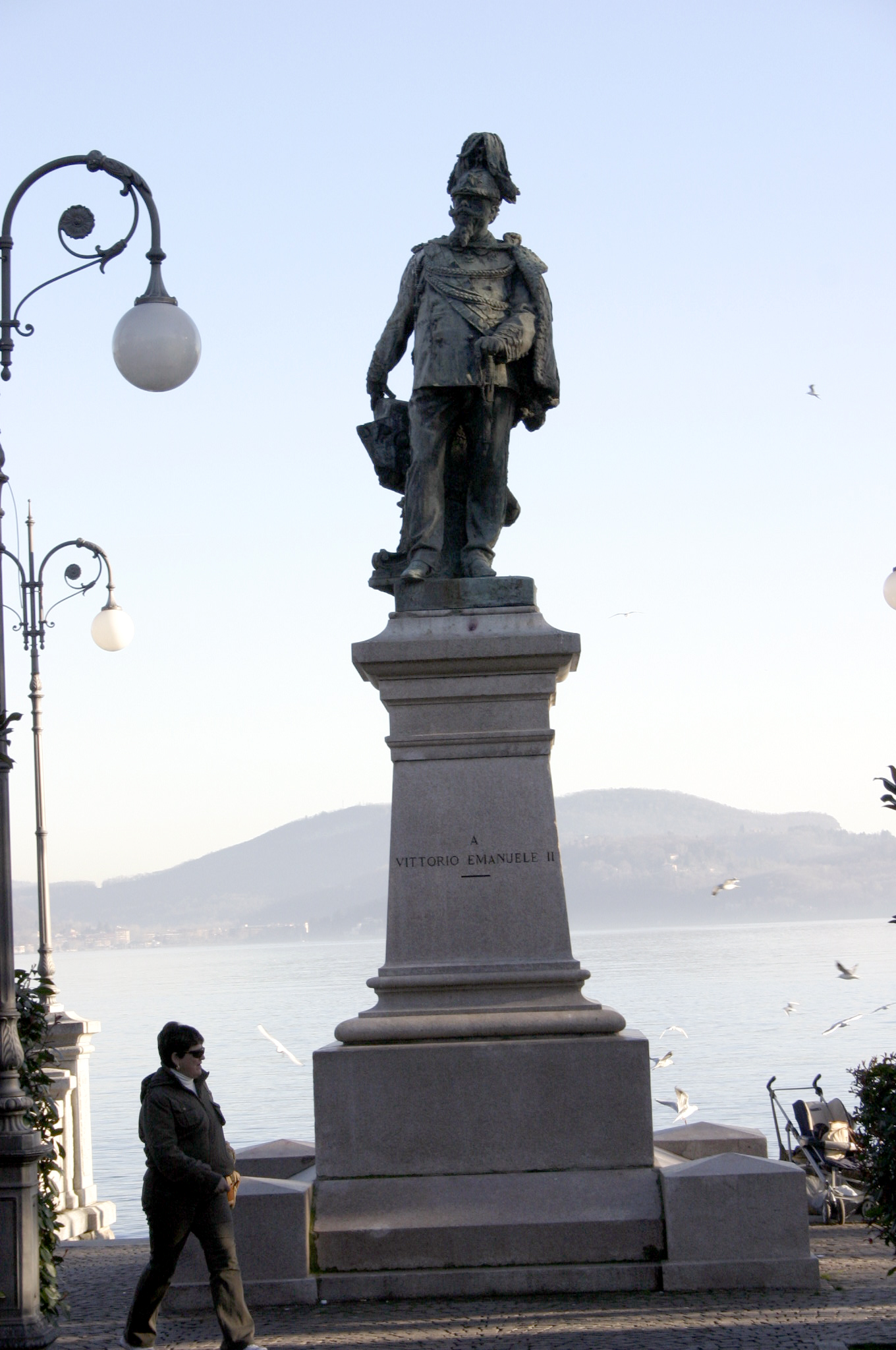
Verbania
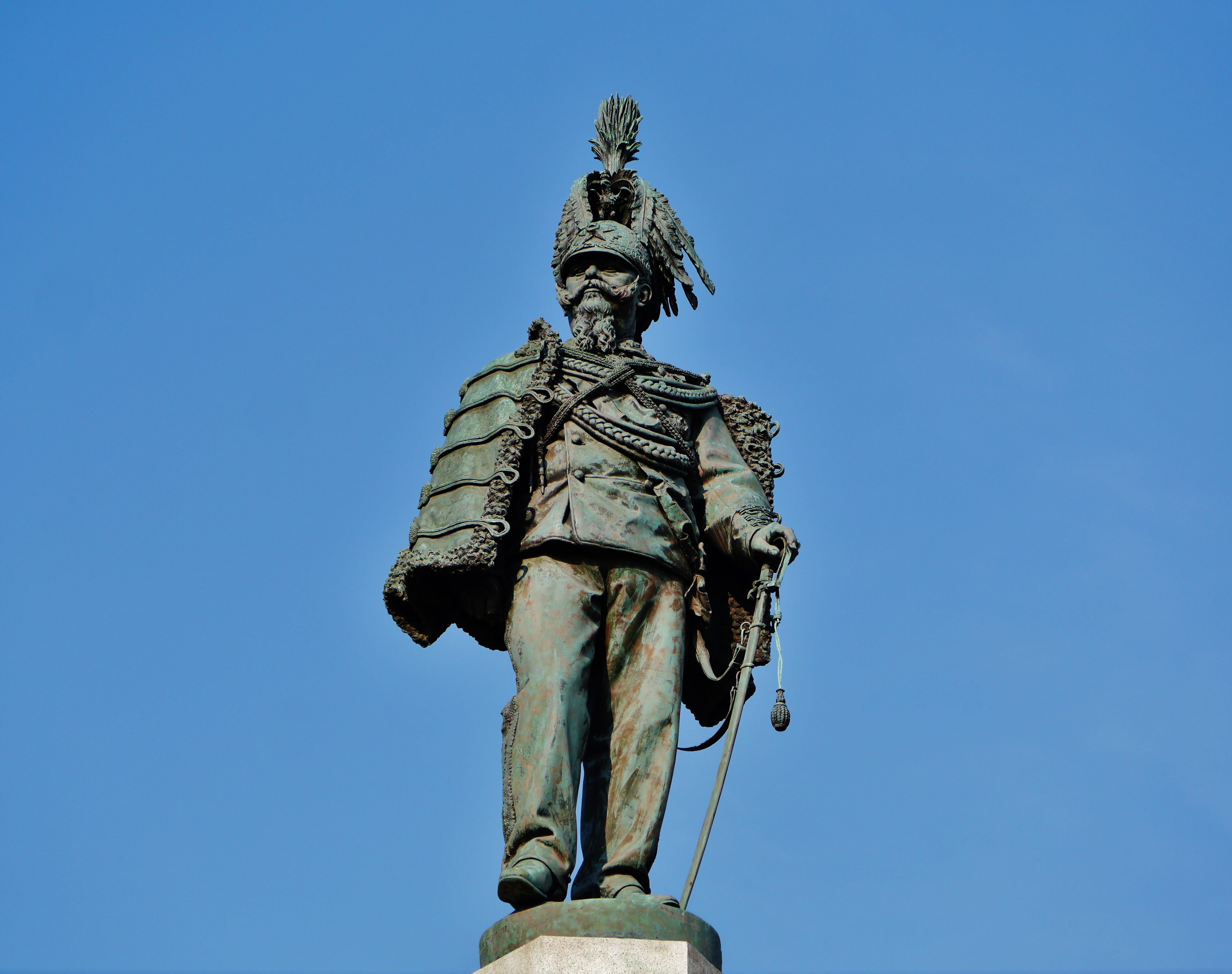
Vercelli
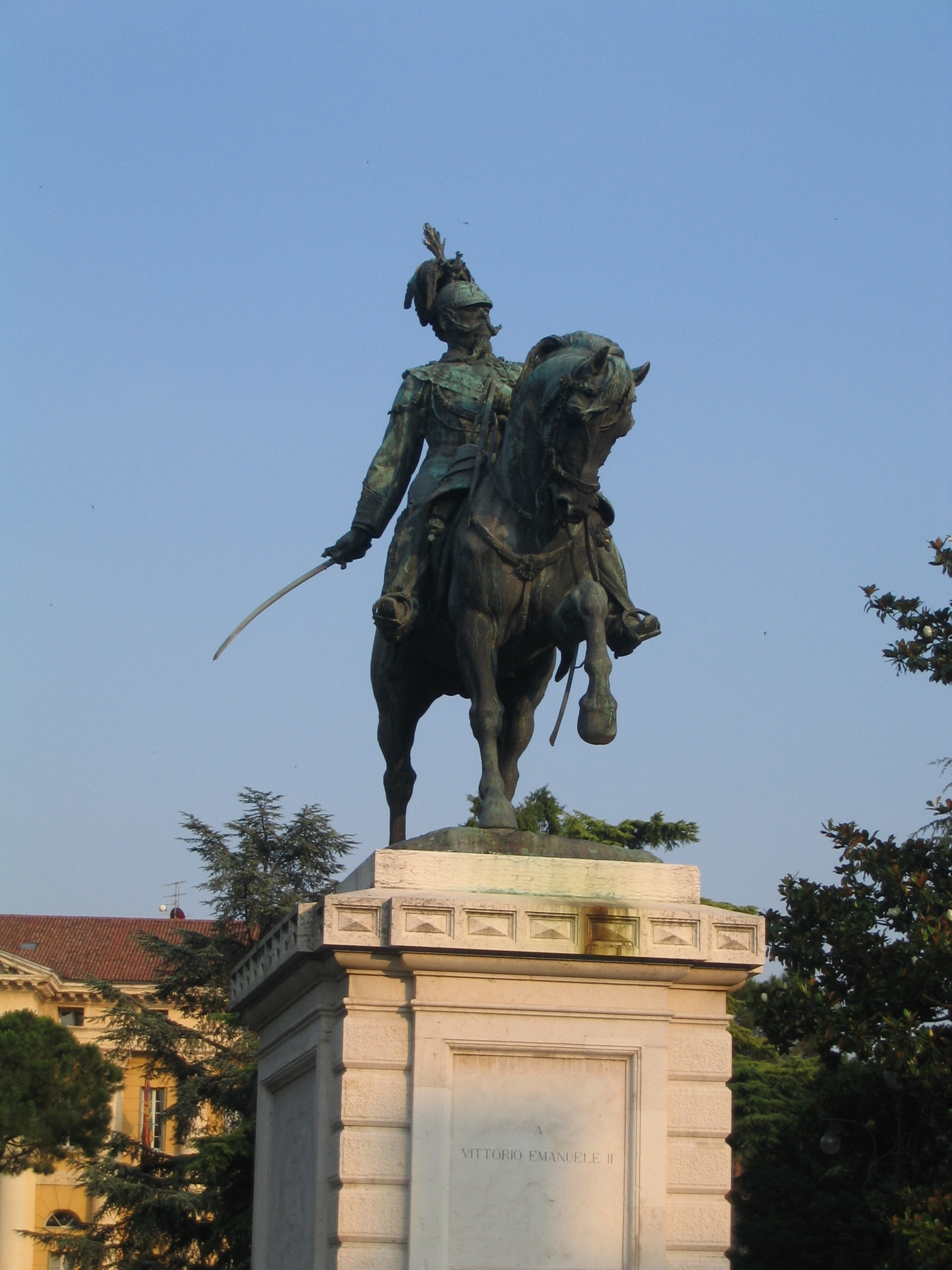
Verona
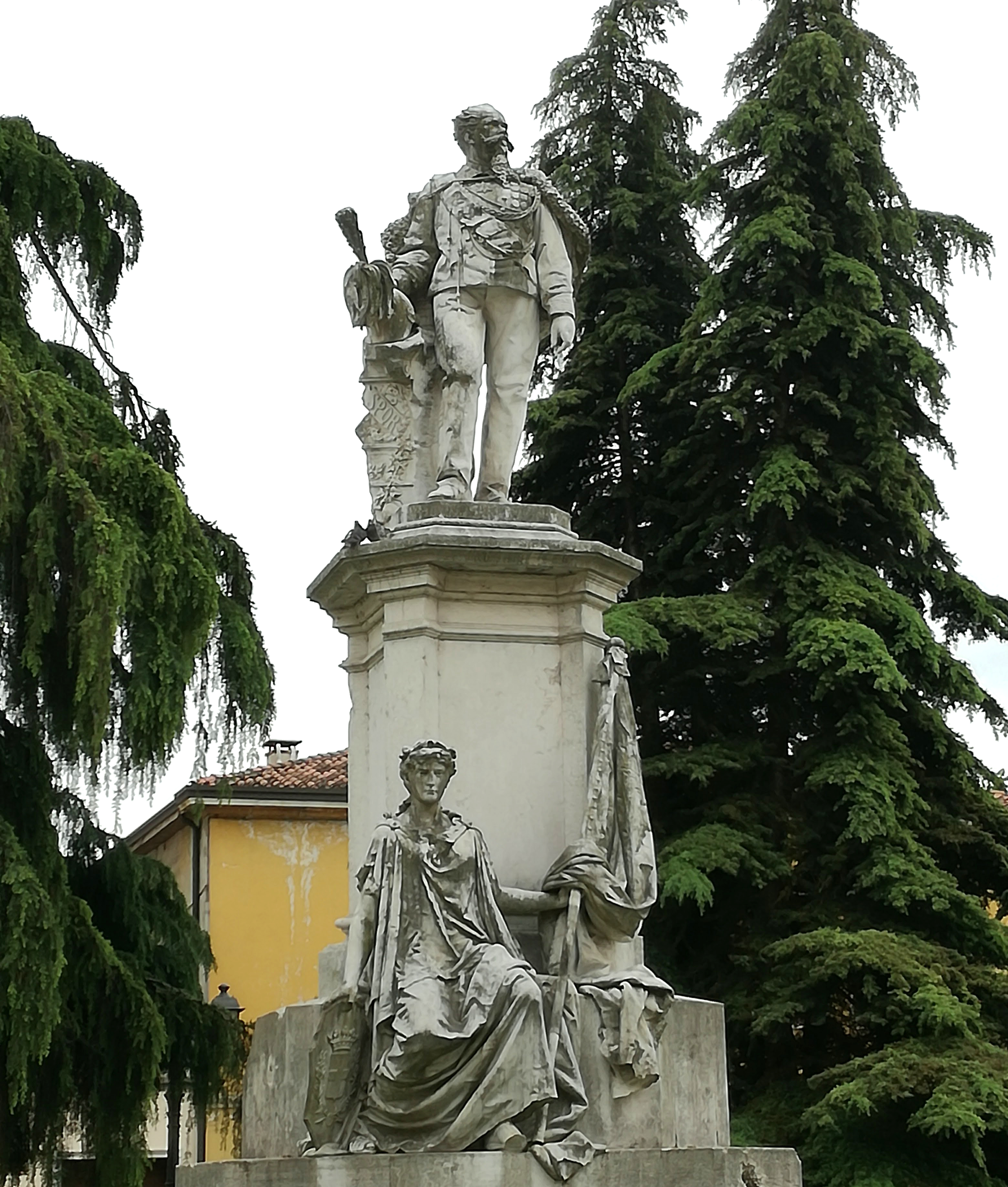
Vicenza

- Camillo Torreggiani, Vittorio Emanuele II,[45] Palazzo Reale,[46] Torino, 1862, gesso (calco), prescelto come il migliore ad un concorso presentato a Terni[47]

## La diceria dello scambio nella culla
A causa della differenza fisica tra Vittorio Emanuele e il padre, circolò la voce della sostituzione del vero Vittorio Emanuele, che sarebbe morto a Firenze nell'incendio del 1822, con il figlio di un macellaio fiorentino. Secondo una versione della diceria il padre era identificato con il macellaio Tanaca, che aveva denunciato in quei giorni la scomparsa di un figlio e che in seguito sarebbe divenuto improvvisamente ricco. Un'altra versione della voce identificava il padre in un macellaio di Porta Romana chiamato Mazzucca.
Questa diceria è sempre stata giudicata infondata dagli storici e pertanto considerata un pettegolezzo. Nonostante il giudizio degli storici, la diceria è ripresa in un testo non accademico che contesta il verbale dell'incendio, redatto del caporale Galluzzo, perché gli autori ritengono poco credibile che le fiamme abbiano avvolto la nutrice, presente nella stanza, ma abbiano lasciato illeso Vittorio Emanuele.
Questa leggenda è smentita da due elementi. In primo luogo, nel novembre del 1822 nacque il fratello Ferdinando, futuro duca di Genova, e comunque i genitori di Vittorio Emanuele erano molto giovani e pertanto ancora in grado di procreare un nuovo erede al trono rendendo lo stratagemma della sostituzione potenzialmente inutile ed estremamente rischioso per l'immagine della dinastia. In secondo luogo, Maria Teresa inviò a suo padre una lettera nella quale, parlando del piccolo Vittorio Emanuele e della sua vivacità, diceva: "Io non so veramente di dove sia uscito codesto ragazzo. Non assomiglia a nessuno di noi, e si direbbe venuto per farci disperare tutti quanti". Secondo Indro Montanelli, se il bambino non fosse stato suo figlio la regina si sarebbe ben guardata dall'esprimere il suo stupore.

## La vita privata

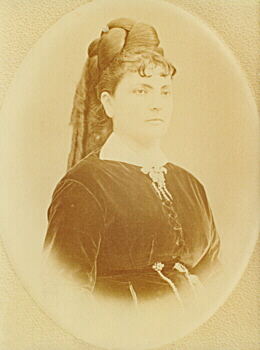
La bela Rosin
(1870 circa)

Il re non amava la vita di corte, preferendo dedicarsi alla caccia e al gioco del biliardo anziché ai salotti mondani. Per la propria amante, e poi moglie morganatica, Rosa Vercellana, acquistò i terreni torinesi ora noti come Parco della Mandria e vi fece realizzare la residenza nota come Appartamenti Reali di Borgo Castello. In seguito compì un'analoga operazione a Roma, facendo edificare Villa Mirafiori come residenza della Vercellana.
Per i figli Vittoria ed Emanuele di Mirafiori, avuti da lei, il sovrano fece costruire all'interno della Mandria le cascine "Vittoria" ed "Emanuella", quest'ultima ora nota come Cascina Rubbianetta, per l'allevamento dei cavalli.
Lo scrittore Carlo Dossi, nel diario Note azzurre, affermava che il re fosse virilmente "superdotato", che vivesse smodatamente le passioni sessuali e che nelle sue avventure avesse generato un numero assai rilevante di figli naturali.

## Discendenza
Sposò a Stupinigi il 12 aprile 1842 la cugina Maria Adelaide d'Austria, dalla quale ebbe otto figli:
- Maria Clotilde (1843 - 1911) che sposò il principe Napoleone Giuseppe Carlo Bonaparte.
- Umberto (1844 - 1900), principe di Piemonte (1844-1878) e re d'Italia (1878-1900), sposò la cugina Margherita di Savoia.
- Amedeo (1845 - 1890), re di Spagna (1871-1873) e duca d'Aosta (1845-1890) che sposò Maria Vittoria dal Pozzo della Cisterna e poi in seconde nozze Letizia Bonaparte.
- Oddone Eugenio Maria (Torino, 11 luglio 1846 - Genova, 22 gennaio 1866), duca di Monferrato
- Maria Pia (16 ottobre 1847 - 17 luglio 1911), regina del Portogallo moglie di re Luigi I di Portogallo.
- Carlo Alberto (Torino, 2 giugno 1851 - Stupinigi, 22 giugno 1854), duca del Chiablese
- Vittorio Emanuele (Torino, 7 luglio 1852 - Torino, 7 luglio 1852)
- Vittorio Emanuele Leopoldo (Torino, 8 gennaio 1855 - Torino, 17 maggio 1855), conte del Genevese

Dalla moglie morganatica Rosa Vercellana, Contessa di Mirafiori e Fontanafredda, il re ebbe due figli: 
- Vittoria (1848 - 1905) che si sposò 3 volte: le prime due con i marchesi Filippo e poi Luigi Spinola e la terza con Paolo De Simone.
- Emanuele (1851 - 1894)[59] che sposò Bianca Enrichetta De Lardel.

Il re Vittorio Emanuele II ebbe inoltre molti figli illegittimi da molte amanti tanto da essere soprannominato il padre degli italiani:
- Dalla relazione con l'attrice Laura Bon, il sovrano ebbe due figli:
  - un bambino/a nato morto nel 1852.
  - Emanuela Maria Alberta Roverbella (1852-1896)

- Dalla relazione con la baronessa Vittoria Duplesis ebbe:
  - Savoiarda di Savoia (1858-1885)

- Dalla relazione con una maestra di Mondovì il re ebbe:
  - Donato Etna (1858-1938)

- Dalla relazione con Virginia di Rho, il sovrano ebbe due figli:
  - Vittorio di Rho (1861-1913)
  - Maria Pia di Rho (1866-1947) che sposò il conte Alessandro Montecuccoli

- Dalla relazione con Rosalinda Incoronata de Domenicis (1846-1916), il re ebbe:
  - Vittoria De Domenicis (1869-1932) che sposò il medico romano Alberto Benedetti

- Dalla relazione avuta con Rosa De Filippo, il sovrano ebbe un figlio illegittimo:
  - Domenico Scarpetta (1876-1952)

## Ascendenza
|                                      |                       |                                                 | Genitori                   |  |  | Nonni |  |  | Bisnonni                               |  |  | Trisnonni                          |  |
|                                      |                       |                                                 |                            |  |  |       |  |  | Vittorio Amedeo II di Savoia-Carignano |  |  | Luigi Vittorio di Savoia-Carignano |  |
|                                      |                       |                                                 |                            |  |  |       |  |  | Vittorio Amedeo II di Savoia-Carignano |  |  | Luigi Vittorio di Savoia-Carignano |  |
|                                      |                       | Cristina Enrichetta d'Assia-Rheinfels-Rotenburg |                            |  |  |       |  |  | Vittorio Amedeo II di Savoia-Carignano |  |  |                                    |  |
| Carlo Emanuele di Savoia-Carignano   |                       |                                                 |                            |  |  |       |  |  | Vittorio Amedeo II di Savoia-Carignano |  |  |                                    |  |
|                                      |                       | Giuseppina Teresa di Lorena-Armagnac            | Luigi Carlo di Lorena      |  |  |       |  |  |                                        |  |  |                                    |  |
|                                      |                       | Giuseppina Teresa di Lorena-Armagnac            | Luigi Carlo di Lorena      |  |  |       |  |  |                                        |  |  |                                    |  |
|                                      |                       | Giuseppina Teresa di Lorena-Armagnac            | Luisa di Rohan-Rochefort   |  |  |       |  |  |                                        |  |  |                                    |  |
| Carlo Alberto di Savoia              |                       | Giuseppina Teresa di Lorena-Armagnac            |                            |  |  |       |  |  |                                        |  |  |                                    |  |
|                                      |                       | Carlo di Sassonia-Curlandia                     | Augusto III di Polonia     |  |  |       |  |  |                                        |  |  |                                    |  |
|                                      |                       | Carlo di Sassonia-Curlandia                     | Augusto III di Polonia     |  |  |       |  |  |                                        |  |  |                                    |  |
|                                      |                       | Carlo di Sassonia-Curlandia                     | Maria Giuseppa d'Austria   |  |  |       |  |  |                                        |  |  |                                    |  |
| Maria Cristina di Sassonia-Curlandia |                       | Carlo di Sassonia-Curlandia                     |                            |  |  |       |  |  |                                        |  |  |                                    |  |
|                                      |                       | Francesca Korwin-Krasińska                      | Stanislao Korwin-Krasiński |  |  |       |  |  |                                        |  |  |                                    |  |
|                                      |                       | Francesca Korwin-Krasińska                      | Stanislao Korwin-Krasiński |  |  |       |  |  |                                        |  |  |                                    |  |
|                                      |                       | Francesca Korwin-Krasińska                      | Aniela Humaniecka          |  |  |       |  |  |                                        |  |  |                                    |  |
| Vittorio Emanuele II di Savoia       |                       | Francesca Korwin-Krasińska                      |                            |  |  |       |  |  |                                        |  |  |                                    |  |
|                                      | Leopoldo II d'Austria | Francesco I di Lorena                           |                            |  |  |       |  |  |                                        |  |  |                                    |  |
|                                      | Leopoldo II d'Austria | Francesco I di Lorena                           |                            |  |  |       |  |  |                                        |  |  |                                    |  |
|                                      | Leopoldo II d'Austria | Maria Teresa d'Austria                          |                            |  |  |       |  |  |                                        |  |  |                                    |  |
| Ferdinando III di Toscana            | Leopoldo II d'Austria |                                                 |                            |  |  |       |  |  |                                        |  |  |                                    |  |
|                                      |                       | Maria Luisa di Spagna                           | Carlo III di Spagna        |  |  |       |  |  |                                        |  |  |                                    |  |
|                                      |                       | Maria Luisa di Spagna                           | Carlo III di Spagna        |  |  |       |  |  |                                        |  |  |                                    |  |
|                                      |                       | Maria Luisa di Spagna                           | Maria Amalia di Sassonia   |  |  |       |  |  |                                        |  |  |                                    |  |
| Maria Teresa di Toscana              |                       | Maria Luisa di Spagna                           |                            |  |  |       |  |  |                                        |  |  |                                    |  |
|                                      |                       | Ferdinando IV di Napoli e III di Sicilia        | Carlo III di Spagna        |  |  |       |  |  |                                        |  |  |                                    |  |
|                                      |                       | Ferdinando IV di Napoli e III di Sicilia        | Carlo III di Spagna        |  |  |       |  |  |                                        |  |  |                                    |  |
|                                      |                       | Ferdinando IV di Napoli e III di Sicilia        | Maria Amalia di Sassonia   |  |  |       |  |  |                                        |  |  |                                    |  |
| Luisa Maria di Napoli e Sicilia      |                       | Ferdinando IV di Napoli e III di Sicilia        |                            |  |  |       |  |  |                                        |  |  |                                    |  |
|                                      |                       | Maria Carolina d'Austria                        | Francesco I di Lorena      |  |  |       |  |  |                                        |  |  |                                    |  |
|                                      |                       | Maria Carolina d'Austria                        | Francesco I di Lorena      |  |  |       |  |  |                                        |  |  |                                    |  |
|                                      |                       | Maria Carolina d'Austria                        | Maria Teresa d'Austria     |  |  |       |  |  |                                        |  |  |                                    |  |
|                                      |                       | Maria Carolina d'Austria                        |                            |  |  |       |  |  |                                        |  |  |                                    |  |

### Ascendenza patrilineare
1. Umberto I, conte di Savoia, circa 980-1047
2. Oddone, conte di Savoia, 1023-1057
3. Amedeo II, conte di Savoia, 1046-1080
4. Umberto II, conte di Savoia, 1065-1103
5. Amedeo III, conte di Savoia, 1087-1148
6. Umberto III, conte di Savoia, 1136-1189
7. Tommaso I, conte di Savoia, 1177-1233
8. Tommaso II, conte di Savoia, 1199-1259
9. Amedeo V, conte di Savoia, 1249-1323
10. Aimone, conte di Savoia, 1291-1343
11. Amedeo VI, conte di Savoia, 1334-1383
12. Amedeo VII, conte di Savoia, 1360-1391
13. Amedeo VIII (Antipapa Felice V), duca di Savoia, 1383-1451
14. Ludovico, duca di Savoia, 1413-1465
15. Filippo II, duca di Savoia, 1443-1497
16. Carlo II, duca di Savoia, 1486-1553
17. Emanuele Filiberto, duca di Savoia, 1528-1580
18. Carlo Emanuele I, duca di Savoia, 1562-1630
19. Tommaso Francesco, principe di Carignano, 1596-1656
20. Emanuele Filiberto, principe di Carignano, 1628-1709
21. Vittorio Amedeo I, principe di Carignano, 1690-1741
22. Luigi Vittorio, principe di Carignano, 1721-1778
23. Vittorio Amedeo II, principe di Carignano, 1743-1780
24. Carlo Emanuele, principe di Carignano, 1770-1800
25. Carlo Alberto, re di Sardegna, 1798-1849
26. Vittorio Emanuele II, Re d'Italia, 1820-1878

## Titoli

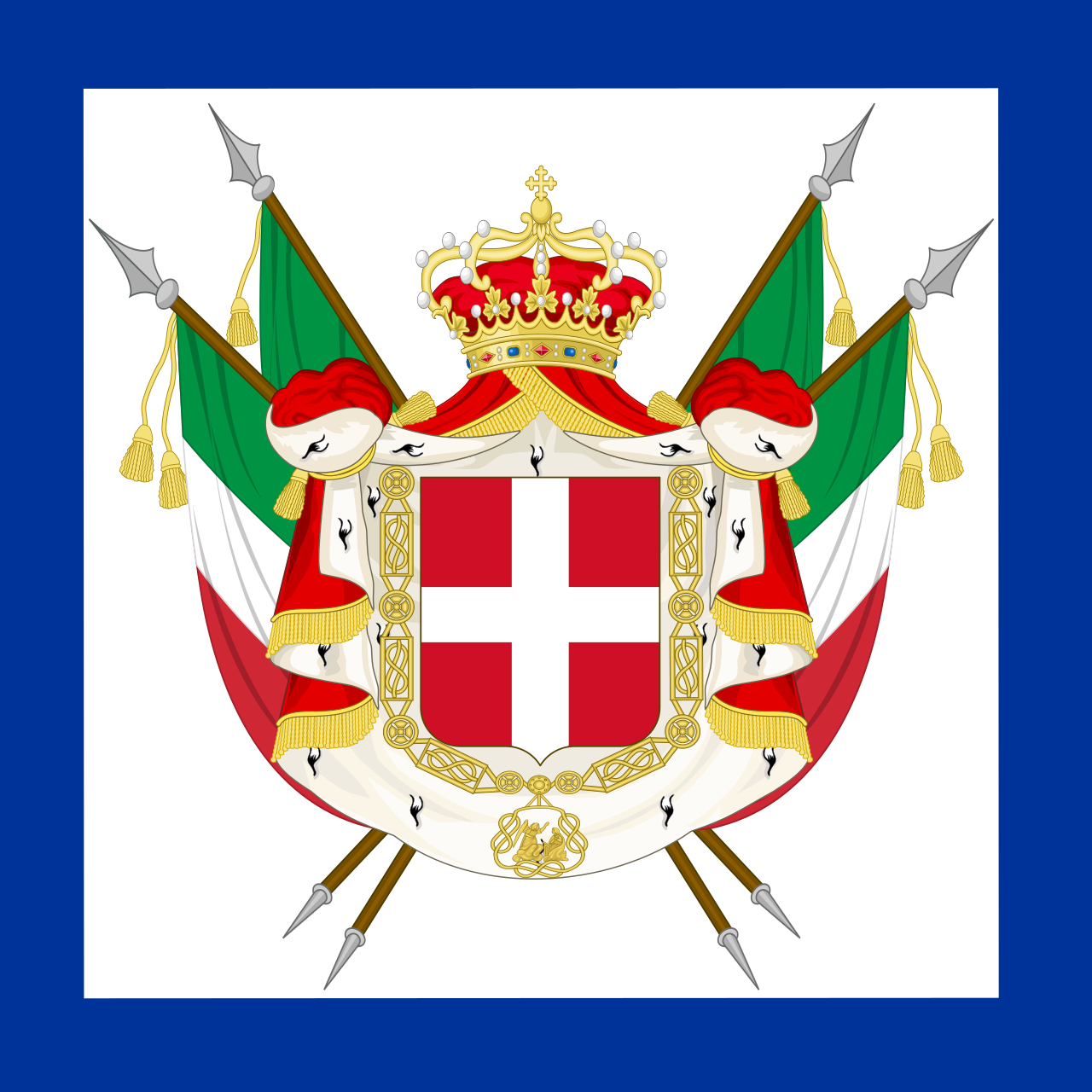
Stendardo del Re d'Italia

Sua Maestà Vittorio Emanuele II, per grazia di Dio e per volontà della Nazione,
- Re d'Italia,
- Re di Sardegna,
- Re di Cipro, di Gerusalemme e di Armenia,
- duca di Savoia,
- principe di Carignano,
- principe di Piemonte,
- principe di Oneglia,
- principe di Poirino,
- principe di Trino,
- principe e vicario perpetuo del Sacro Romano Impero,
- principe di Carmagnola,
- principe di Montmélian con Arbin e Francin,
- principe balì del ducato di Aosta,
- principe di Chieri,
- principe di Dronero,
- principe di Crescentino,
- principe di Riva di Chieri e Banna,
- principe di Busca,
- principe di Bene,
- principe di Bra,
- duca di Genova,
- duca del Monferrato,
- duca d'Aosta,
- duca del Chiablese,
- duca del Genevese,
- duca di Brescia,
- duca di Piacenza,
- duca di Carignano Ivoy,
- marchese di Ivrea,
- marchese di Saluzzo,
- marchese di Susa,
- marchese di Ceva,
- marchese del Maro,
- marchese di Oristano,
- marchese di Cesana,
- marchese di Savona,
- marchese di Tarantasia,
- marchese di Borgomanero e Cureggio,
- marchese di Caselle,
- marchese di Rivoli,
- marchese di Pianezza,
- marchese di Govone,
- marchese di Salussola,
- marchese di Racconigi, con Tegerone, Migliabruna e Motturone,
- marchese di Cavallermaggiore,
- marchese di Marene,
- marchese di Modane e di Lanslebourg,
- marchese di Livorno Ferraris,
- marchese di Santhià,
- marchese di Agliè,
- marchese di Barge,
- marchese di Centallo e Demonte,
- marchese di Desana,
- marchese di Ghemme,
- marchese di Vigone,
- marchese di Villafranca[non chiaro],
- conte di Moriana,
- conte di Ginevra,
- conte di Nizza, conte di Tenda,
- conte di Romont, conte di Asti,
- conte di Alessandria,
- conte del Goceano,
- conte di Novara,
- conte di Tortona,
- conte di Bobbio,
- conte di Soissons,
- conte dell'Impero Francese,
- conte di Sant'Antioco,
- conte di Pollenzo,
- conte di Roccabruna,
- conte di Tricerro,
- conte di Bairo,
- conte di Ozegna,
- conte delle Apertole,
- barone di Vaud e del Faucigny,
- alto signore di Monaco e di Mentone,
- signore di Vercelli,
- signore di Pinerolo,
- signore della Lomellina e Valle Sesia,
- nobil homo patrizio Veneto,
- patrizio di Ferrara,
- custode della Sacra Sindone.

## Nella cultura di massa
- Ottocento, di Anton Giulio Majano 1959
- Viva l'Italia, di Roberto Rossellini 1961
- Vita di Cavour, di Piero Schivazappa 1967
- Il generale, di Luigi Magni (1987)